# Hyundai Motor Company
Die Hyundai Motor Company (HMC; 현대 자동차 ‚moderne Automobile‘), ein südkoreanischer Automobilhersteller der Hyundai Motor Group, wurde 1967 von Chung Ju-yung gegründet. Die korrekte Aussprache von Hyundai lautet [hjə́ːndɛ] (anhörenⓘ). In Deutschland geläufig ist aber auch die Aussprache ['jʊndaɪ̯]. Hyundai bedeutet „modernes Zeitalter“. Hyundai betreibt in Südkorea die zweitgrößte Fabrik der Welt, in der alle 12 Sekunden ein Auto produziert wird. 2022 war Hyundai nach Stückzahlen der drittgrößte Autohersteller der Welt, hinter Toyota und VW und vor GM und Stellantis.

## Geschichte

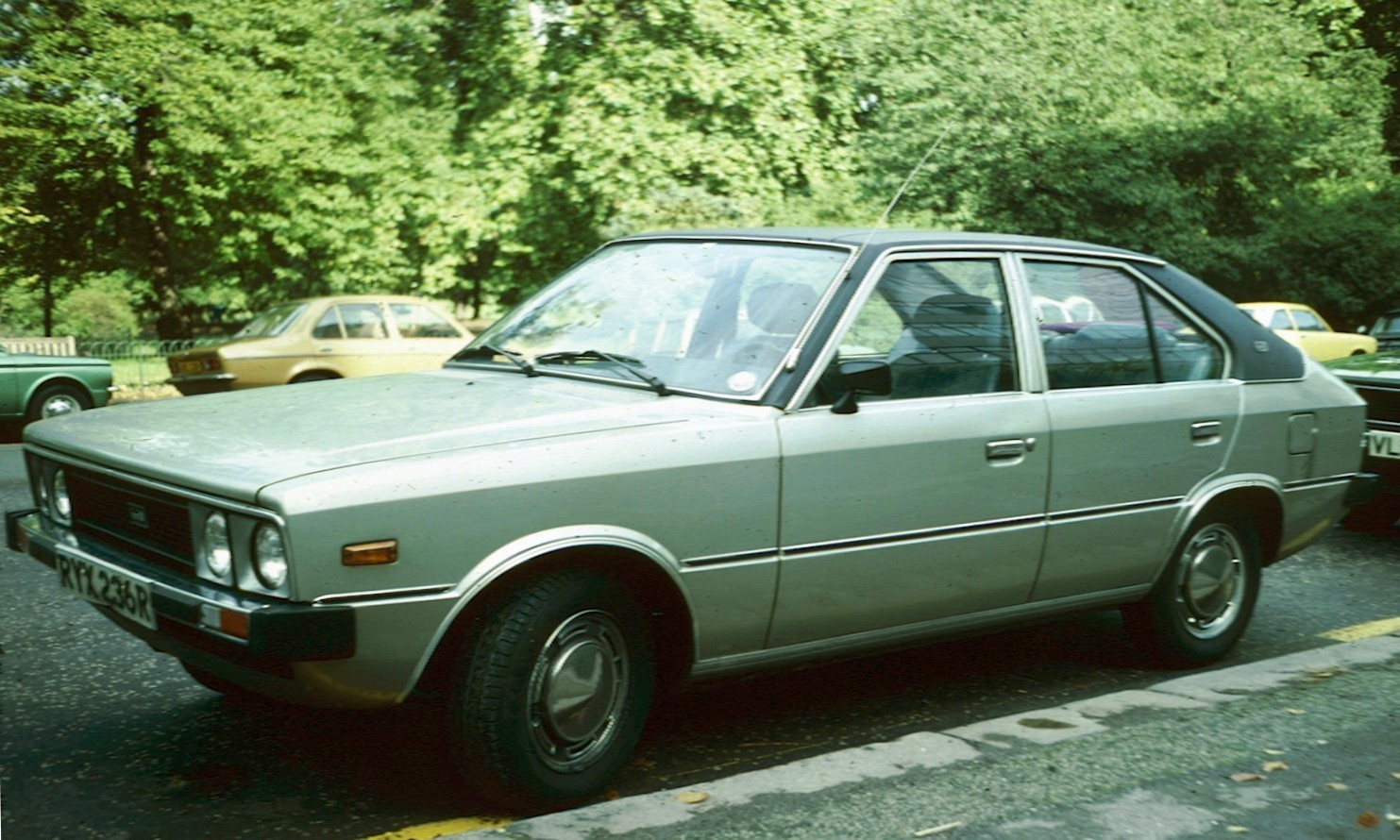
Hyundai Pony, der erste von Hyundai entwickelte PKW (1975)

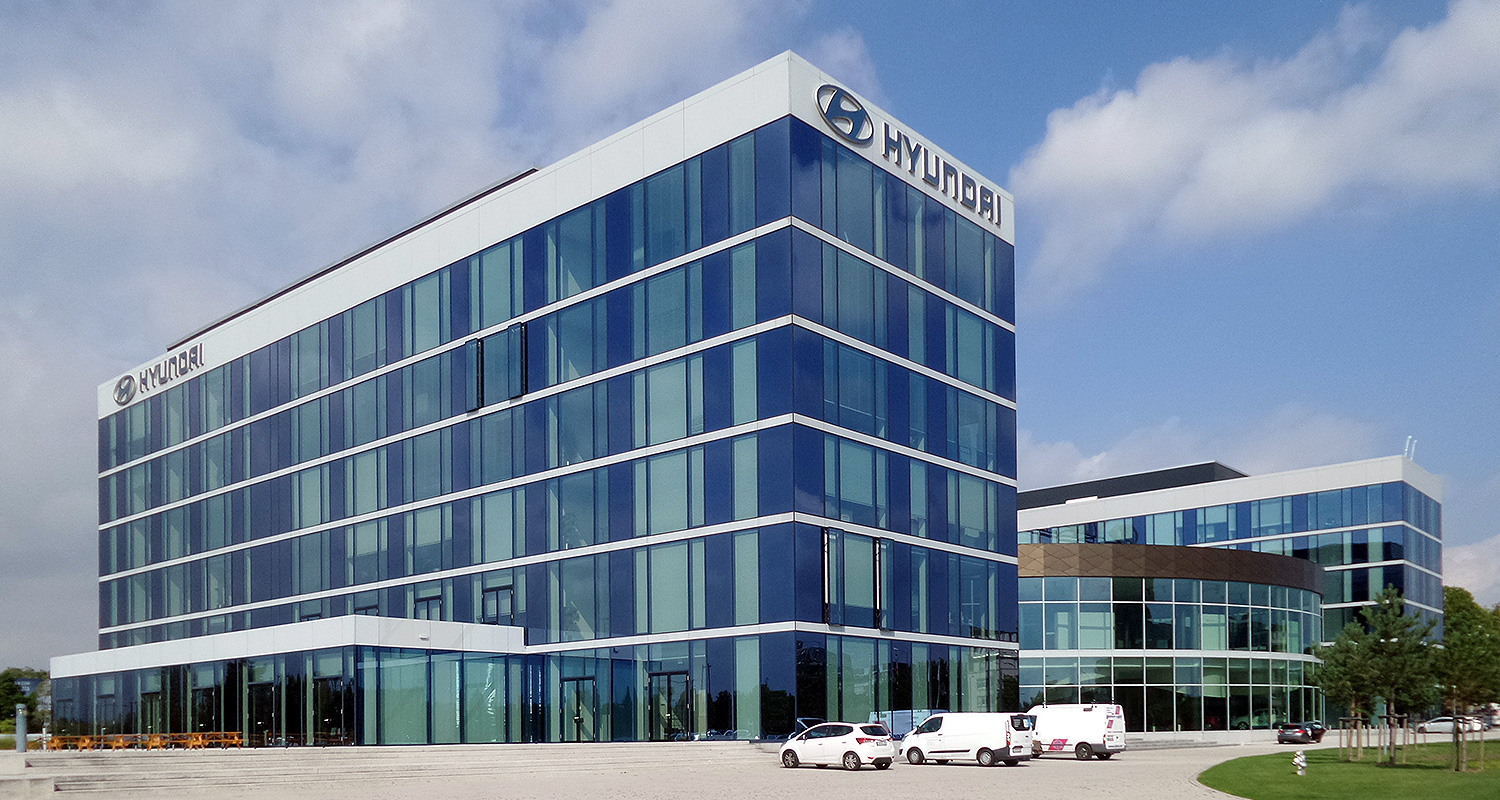
Sitz der Hyundai Motor Europe in Offenbach am Main

Hyundai wurde 1947 von Chung Ju-yung als Bauunternehmen gegründet. Nachdem die koreanische Staatsführung 1962 per Gesetz den Aufbau einer nationalen Automobilindustrie angeordnet hatte, ging daraus 1967 die Hyundai Motor Company hervor, die zunächst in Lizenz den Ford Cortina produzierte, von 1969 bis 1973 auch den Ford P7 montierte und Anfang der 1970er Jahre begann, eigene Autos zu entwickeln. Der erste eigene Typ, der Hyundai Pony, wurde 1974 auf dem 55. Turiner Autosalon vorgestellt und 1975 in Korea eingeführt. Ab 1982 wurde der Pony 2 als erneuertes Modell gebaut. Die Taxi-Version des Pony war für den Betrieb mit Erdgas ausgerüstet. Außerdem wurden leichte Lkw gefertigt, seit Mitte der 80er Jahre auch Schwerlastwagen und Busse. 1976 begann der Export des Pony, zunächst nach Ecuador, ab 1978 nach Europa (Belgien, Niederlande, Spanien, Griechenland). Der erste europäische Vertriebspartner war Moorkens (heute Alcopa) in Belgien. 1983 kamen Kanada und Mittelamerika hinzu, ein Jahr später die USA. Hyundai erweiterte die Modellpalette, es erschienen die Mittelklassewagen Stellar und Sonata und die Luxuslimousine Grandeur. Während die Technik anfangs auf Mitsubishi-Modellen aufbaute, entwickelt Hyundai Motors seit den 1990er Jahren seine Autos ausschließlich selbst. Der millionste Hyundai wurde 1985 gefertigt.
1991 wurde die Hyundai Motor Deutschland GmbH gegründet, die formell ihren Sitz in Neckarsulm hatte. 2003 wurde in Rüsselsheim ein Entwicklungszentrum eröffnet, das mit Kia zusammen betrieben wird. Seit 2005 befindet sich die Europazentrale in Offenbach. 1991 war Hyundai in Deutschland auch der erste koreanische Automobilhersteller auf der Internationalen Automobil-Ausstellung in Frankfurt am Main. Mit dem Angebot von vier Modellreihen (Pony, S-Coupé, Lantra und Sonata) erfolgte der Markteintritt auf dem deutschen Markt und erzielte damit rund 2.886 Neuzulassungen. Im ersten vollen Geschäftsjahr 1992 wurden rund 28.000 Neuzulassungen und 1993 insgesamt 33.362 Neuzulassungen erreicht.
Im September 1997 wurde das Werk Assan bei İzmit in der Türkei unter Führung der Hyundai Assan Otomotiv, eines Joint-Venture zwischen der Hyundai Motor Company und der türkischen Kibar Holding, fertiggestellt.
1998 übernahm Hyundai den südkoreanischen Autohersteller Kia Motors.
Eine Zusammenarbeit mit Daimler-Chrysler dauerte von 2001 bis 2004. Mittlerweile ist die vom Kleinwagen bis zur Luxuslimousine reichende Produktpalette nicht mehr nur auf Personenwagen beschränkt, sondern umfasst auch Lkw und Busse. HMC ist auch der größte koreanische Nutzfahrzeughersteller. Hyundai Motors zählte derzeit zu den sieben größten Autoherstellern weltweit.
Im Oktober 2005 wurde zusammen mit den Automobilherstellern DaimlerChrysler und Mitsubishi das Joint Venture Global Engine Manufacturing Alliance (GEMA) gegründet, das Motoren für die beteiligten Firmen herstellt. 2005 wurde auch der Slogan von „Alles dabei – Hyundai“ in „Drive your way“ geändert. Im selben Jahr wurde der Designer Thomas Bürkle eingestellt, der vorher bei BMW gearbeitet hatte, ein Jahr später Peter Schreyer von Volkswagen. Weitere europäische Designer folgten.
Hyundai war offizieller Sponsor der FIFA Fußball-Weltmeisterschaft 2006 in Deutschland. Laut einer Studie der Universität Hohenheim profitierte die Marke von diesem Engagement. Vor der WM kannten lediglich 25 Prozent der Deutschen die Marke Hyundai, nach der WM war 50 Prozent der Name ein Begriff. Damit konnte die Marke den höchsten Bekanntheitsgradgewinn unter allen WM-Sponsoren erreichen.

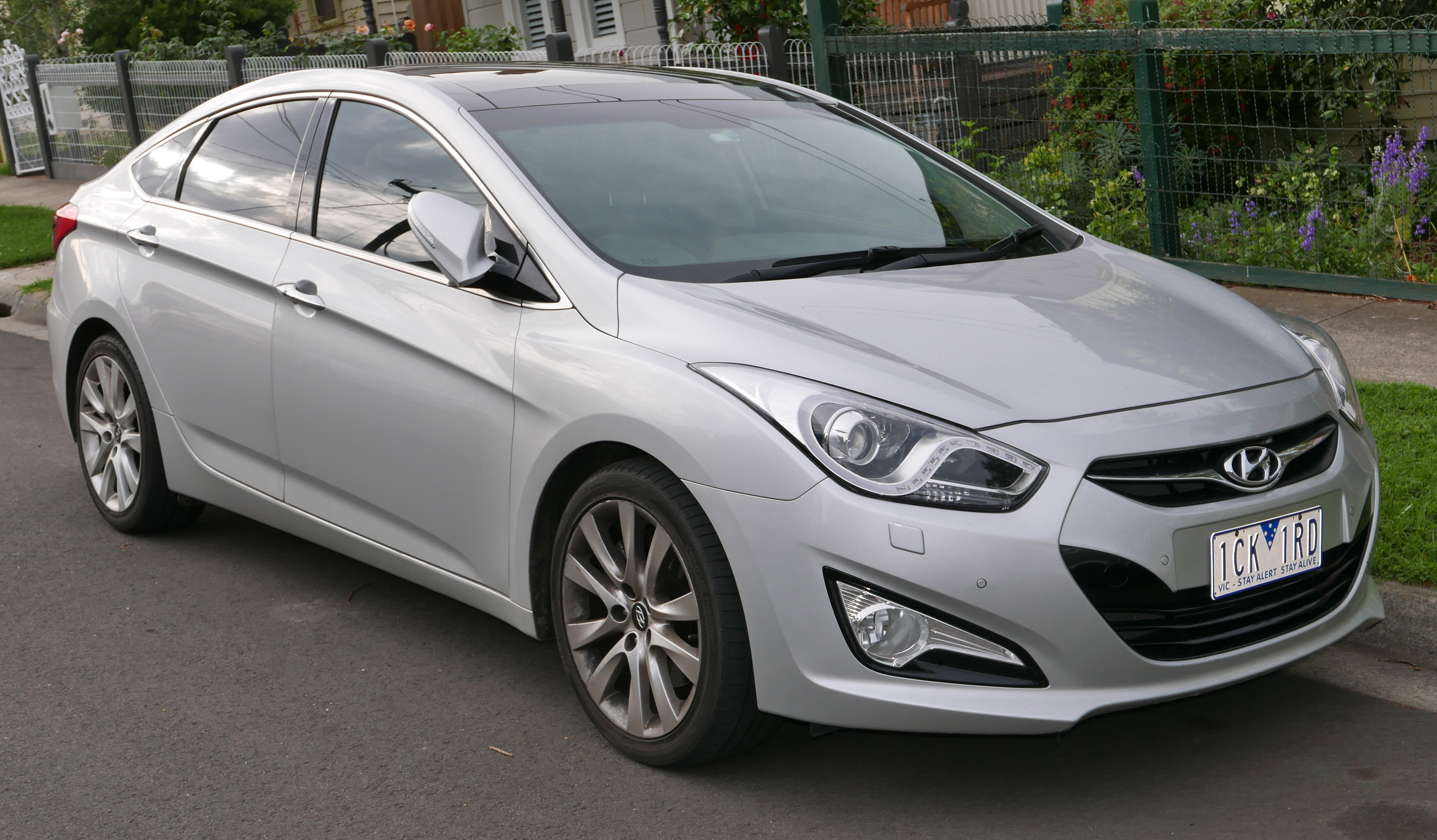
Ein i40 von Hyundai (2012), vormals Modell Sonata

Im April 2006 begann das Unternehmen mit der Errichtung der Hyundai Motor Manufacturing Czech im tschechischen Nošovice. Das erste Hyundai-Fahrzeugwerk in Europa nahm seine Produktion 2009 auf.
2009 konnte Hyundai in Deutschland mehr als andere Hersteller von der Abwrackprämie profitieren.
Am 21. September 2010 wurde im Industriegebiet Kamenka bei Sankt Petersburg (Russland) nach dreijähriger Bauzeit für rund 500 Millionen US-Dollar das neue Autowerk Hyundai Motor Manufacturing Rus (HMMR) errichtet. 2011 sollten rund 2400 Mitarbeiter rund 105.000 Fahrzeuge produzieren und der Typ Hyundai Solaris sollte für den russischen Markt in Serienfertigung gehen. Die Hyundai Motor Manufacturing Rus (HMMR) verfügte damit weltweit über sieben Produktionsstätten außerhalb Koreas: in Indien, Tschechien, der Türkei, Russland und den USA. Die Produktion war ab Februar 2022 eingestellt und die Fabrik wurde im Herbst 2023 verkauft. Ebenfalls 2010 wurde Hyundai weltweit der fünftgrößte Fahrzeughersteller.
Im März 2011 übernahm die Hyundai Motor Company für 4,96 Billionen Won (4,4 Milliarden US-Dollar) eine 34,88-Prozent-Beteiligung an der Hyundai Engineering & Construction.
Im November 2012 wurde ein Produktionsstandort im brasilianischen Piracicaba eröffnet. Bis 2017 wurden dort rund 900.000 Fahrzeuge produziert.
Auf dem Heimatmarkt blieb das Unternehmen stark: 2013 hatte es einen Marktanteil von 43 Prozent. Seit 2015 ist Albert Biermann, der zuvor stellvertretender Entwicklungschef der BMW M GmbH war, Entwicklungsvorstand der Hyundai Motor Group.
Im Mai 2019 investierte Hyundai 64 Millionen Euro in den Sportwagenhersteller Rimac, an dem Porsche im März 2019 seinen Anteil auf 24 Prozent erhöhte.
Im Oktober 2020 wurde für Elektrofahrzeuge die Submarke Ioniq gegründet.
Nachdem auf dem japanischen Markt im Jahr 2009 der Vertrieb von Fahrzeugen eingestellt worden war, kehrte Hyundai im Frühjahr 2022 mit den Modellen Nexo und Ioniq 5 dorthin zurück.
Im Dezember 2022 wurde angekündigt, dass auf dem norwegischen Markt ab 1. Januar 2023 nur noch Elektrofahrzeuge verkauft werden.

## Entwicklungen zur Verbesserung der Marktposition seit 1990

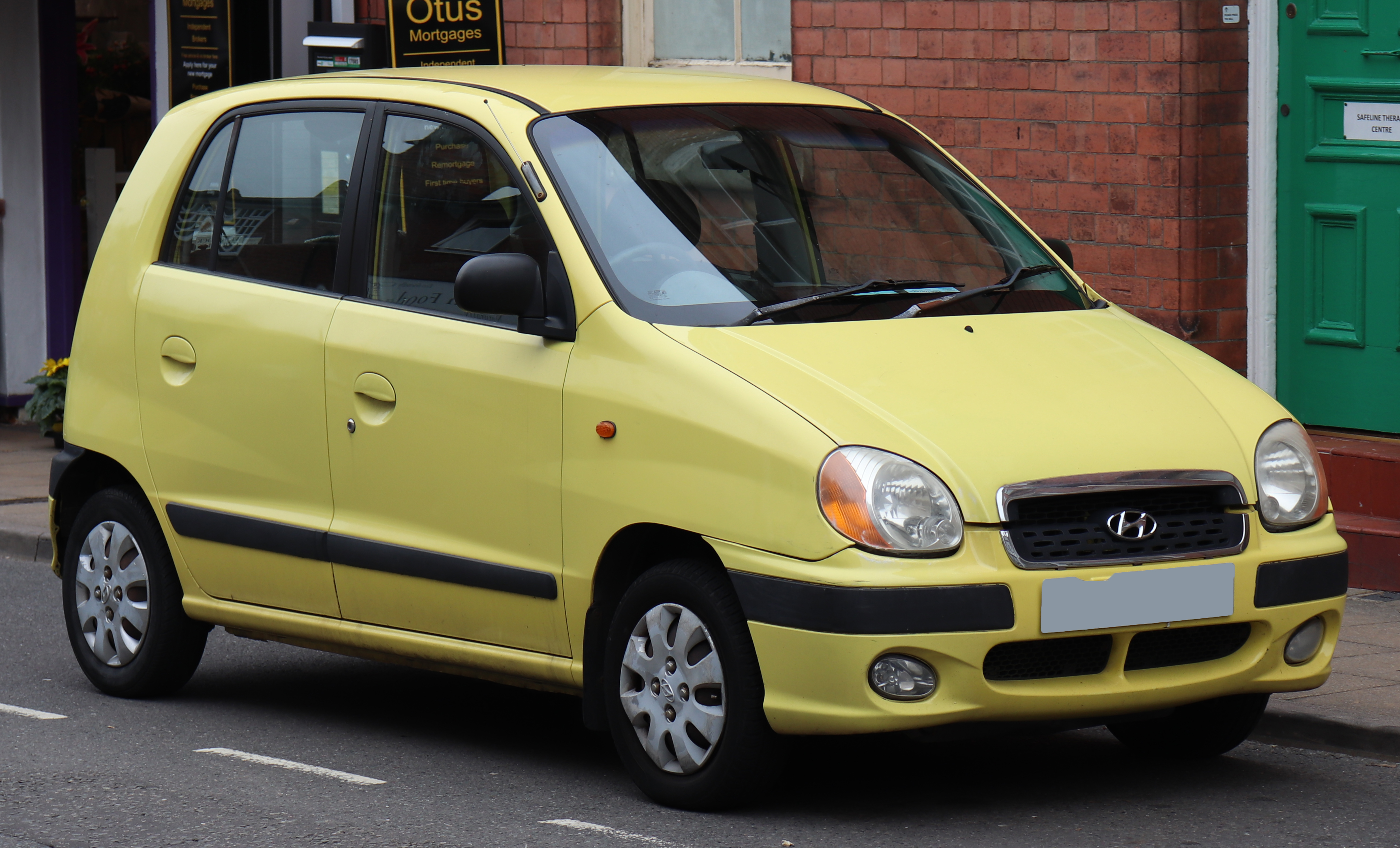
Hyundai Atos (ab 1997)

Um auf dem europäischen Markt Anfang der 1990er Jahre Fuß zu fassen, verfolgte die Hyundai ähnlich wie japanische Automobilhersteller 20 Jahre zuvor eine aggressive Preispolitik (verbunden mit einer großzügigen Serienausstattung), um die technisch den europäischen Fabrikaten meist unterlegenen Modelle zu verkaufen. So konnten vor allem Kleinwagen und kleine Nischenmodelle an den Käufer gebracht werden, da in diesen Klassen Prestige eher eine untergeordnete Rolle spielt.

### Qualität, weniger Billiganbieter (etwa ab 2004)

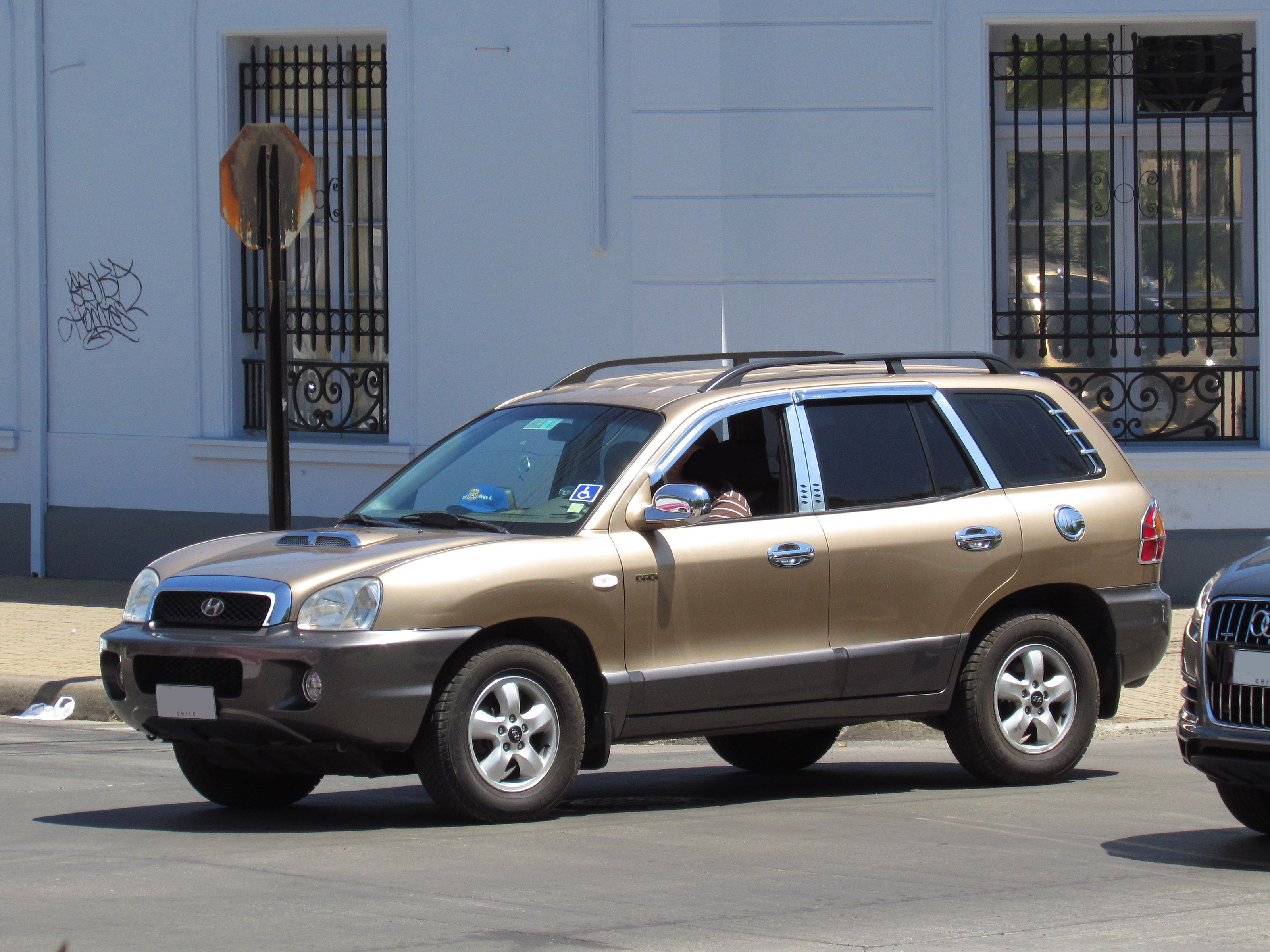
Hyundai Santa Fe (ab 2000)

Mit der Einführung einer neuen Modellgeneration ab dem Jahr 2000 (das SUV Hyundai Santa Fe, der Kleinwagen Hyundai Getz, der Geländewagen Hyundai Terracan, der Kompaktvan Hyundai Matrix sowie das 2001 vorgestellte Hyundai Coupé und der Mittelklassewagen Hyundai Sonata) waren die Fahrzeuge nicht mehr nur preisgünstig, sondern erreichten auch ein im Vergleich zu den früheren Hyundai-Fahrzeugen höheres Qualitätsniveau. Diese Modellgeneration stellte auch im Bereich der Sicherheit eine Weiterentwicklung dar: Beispielsweise erreichten der Santa Fe und der Getz im Euro-NCAP-Crashtest vier von fünf Sternen. Für den Kleinwagen Hyundai Getz war dies ein gutes Ergebnis, da zu dieser Zeit auch bekannte Konkurrenzprodukte (z. B. Opel Corsa C, Nissan Micra, Peugeot 206) den Test mit derselben Punkt- und Sternenanzahl absolvierten.
Bemerkenswert war der Hyundai Santa Fe im Jahr 2000, der als mittelgroßes SUV eine zukunftsweisende Modellpolitik von Hyundai zeigte, da dieses Fahrzeugsegment trotz hoher Erdölpreise große Zuwächse verzeichnete und entsprechende Modelle europäischer Automobilhersteller erst 2007 (Opel Antara, Peugeot 4007, Citroën C-Crosser, VW Tiguan) oder 2008 (Renault Koleos, Ford Kuga) erschienen.
Mit der Einführung des Hyundai Tucson Ende 2004 und der fünften Generation des Hyundai Sonata (NF) im ersten Quartal 2005 setzte auch Hyundai das ESP sowie beim Sonata auch aktive Kopfstützen vorn und Windowbags für alle Sitzreihen ein. 2006 folgte die Neuauflage des Hyundai Santa Fe (Präsentation auf dem Genfer Auto-Salon) und die Oberklasselimousine Hyundai Grandeur (einziges Hyundai-Modell mit acht Airbags). Die Garantiedauer betrug damals in Deutschland drei Jahre. Ziel des Unternehmens war es, das „Discounter-Image“ hinter sich zu lassen und ein ernst zu nehmender Anbieter zu werden. Anstelle „Alles dabei – Hyundai“ lautete 2005 der neue Slogan „Drive your way“.
Um den Rückstand bei Dieselmotoren aufzuholen, investierte die Hyundai Motor Company auch mehrere Milliarden Euro in die Entwicklung eigener Common-Rail-Dieselmotoren, die im Hyundai-Forschungszentrum in Rüsselsheim am Main entwickelt wurden. sie haben Abgasturbolader mit variabler Schaufelgeometrie und decken den Hubraumbereich von 1,5 l ab 65 kW / 88 PS (für Getz und Accent), über 1,6 l (für das Modell i30, 85 kW / 116 PS) bis zu 2,0 l (Sonata 103 kW / 140 PS) bzw. auf 2,2 l hubraumvergrößert (für die Modelle Grandeur und Santa Fe, 114 kW / 155 PS) ab. Weiter wurden die Benzinmotoren (1.6-l-R4, 2.0-l-R4, 2.7-l-V6, insbesondere durch variable Steuerzeiten der Nockenwelle) modernisiert. Die neu entwickelten 4-Zylinder-Dieselmotoren werden auch in verschiedenen Modellen der Schwestermarke Kia eingesetzt. 2009 wurde im Hyundai Veracruz für den europäischen Markt ein neu entwickelter 3.0-l-V6-Dieselmotor eingesetzt, der 176 kW (239 PS) leistete und damit der Leistung von Mercedes M-Klasse ML 320 CDI, BMW E70 3.0d, Audi Q7 und VW Touareg 3.0 TDI entsprach.
Nachdem die Fahrzeuge von Hyundai schon 2004 in der Pannenstatistik des ADAC im vorderen Mittelfeld gelegen hatten, erschien 2010 eine repräsentative schriftliche Befragung zum Thema Qualität und Zuverlässigkeit von der Gesellschaft für Konsumforschung (GfK) im Auftrag der Fachzeitschrift Auto Bild (Auto Bild Qualitätsreport). Auf der Basis von 9.278 befragten Autofahrern erreichte Hyundai Platz 1, Honda Platz 2; Audi, Mazda und Toyota teilten sich den dritten Platz. 2011 wurde die Befragung der GfK zum Thema Qualität und Zuverlässigkeit wiederholt (wiederum im Auftrag der Fachzeitschrift Auto Bild). Auf der Basis von 8610 Interviews mit Autofahrern erzielte Hyundai erneut den 1. Platz, auf Platz 2 folgten Honda, Mazda und Toyota und auf Platz 5 Škoda. 2011 wurde die Garantiezeit in Deutschland auf fünf Jahre angehoben, wenn auch seit März 2017 bezüglich Händler und bei Audio- und Navigationssystemen Einschränkungen (für letztere drei Jahre) bestehen.

### US-Markt

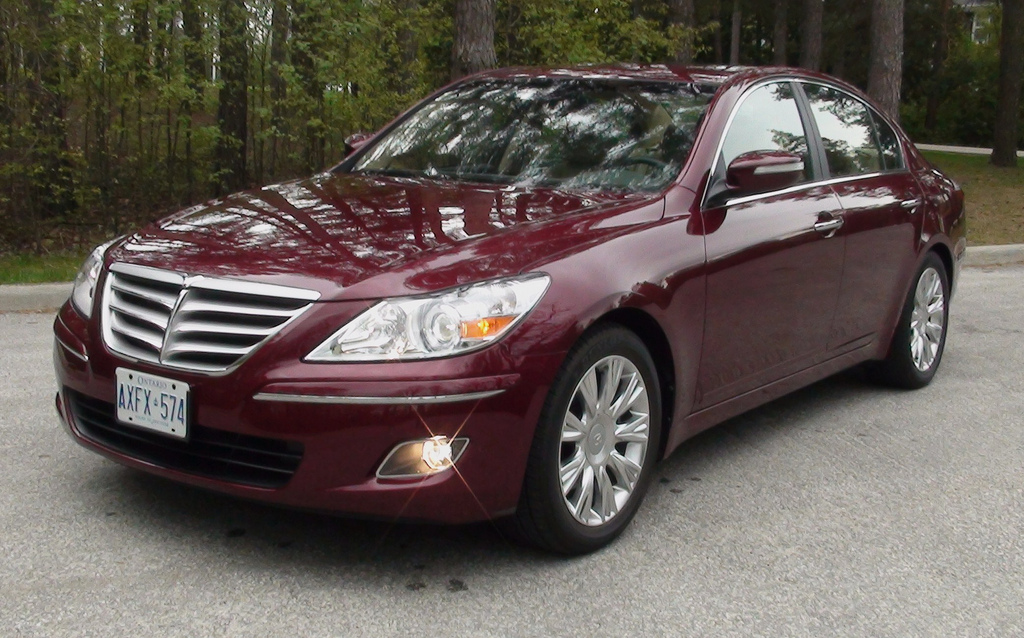
Der Genesis von Hyundai (2010)

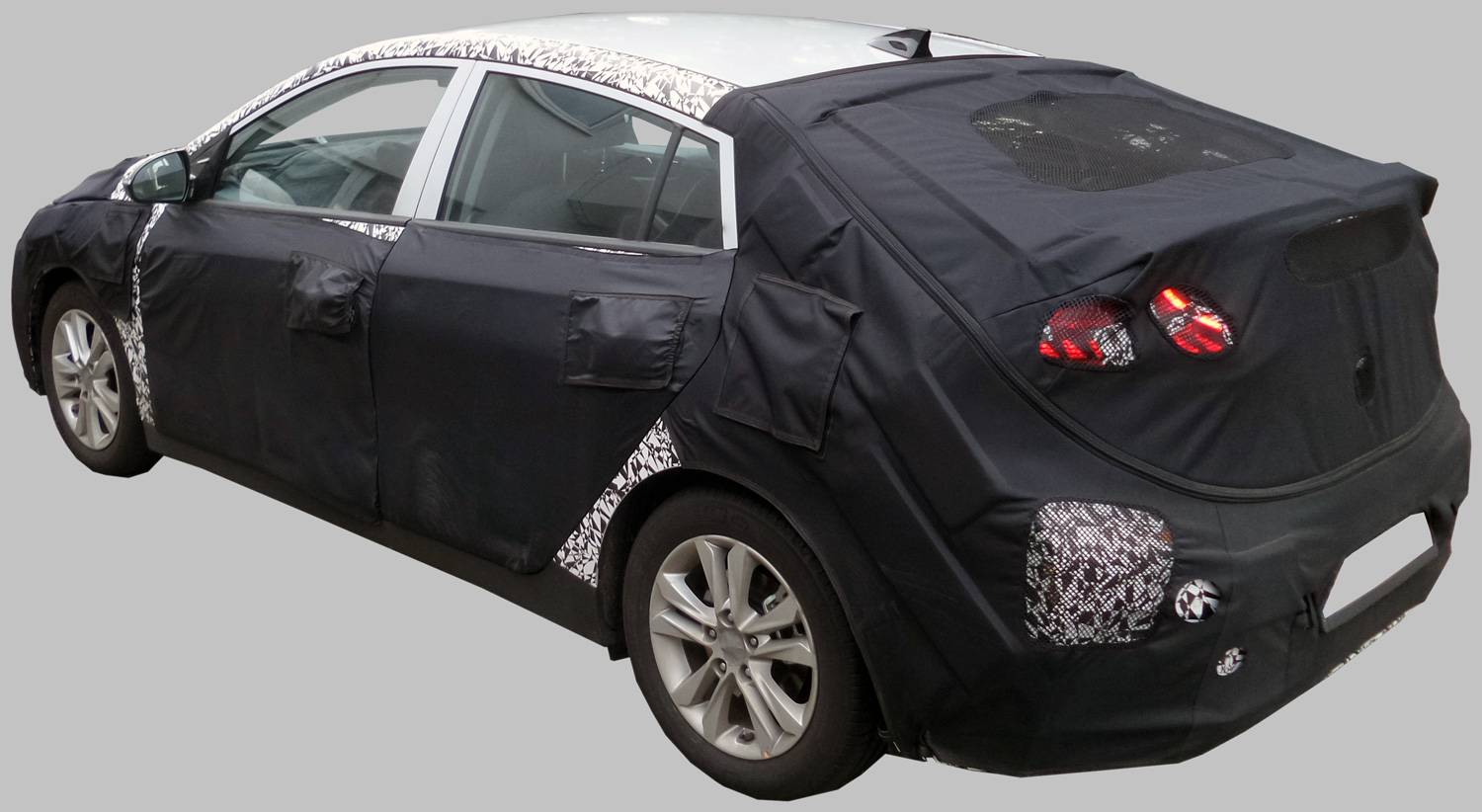
Als Antwort auf den Toyota Prius entwickelte Hyundai seit 2015 an einem Hybrid- und EV-Modell auf Basis des i30, den 2016 präsentierten Hyundai Ioniq.

Ähnlich wie Honda es 1984 mit Acura sowie Toyota mit Lexus und Nissan mit Infiniti im Jahr 1989 vorgemacht hatten, lotete Hyundai in den USA die Marktchancen im oberen Marktsegment aus. Dazu wurden 2007 die Studien Genesis und Genesis Coupé vorgestellt, die mit einer 6-Stufen-Automatik von Aisin Seiki oder ZF (liefert beispielsweise auch Automatikgetriebe für BMW), dem ersten selbst entwickelten V8-Benzinmotor von Hyundai (Hyundai Genesis) und einem 3.8-l-V6-Benzinmotor (Hyundai Genesis Coupé) mit 225 kW (306 PS) ausgestattet waren. Am 8. Januar 2008 präsentierte die Hyundai Motor Company die Serienversion des Hyundai Genesis in Südkorea. Er löste den in die Jahre gekommenen Centennial ab und erhöhte vor allem auf dem US-Markt die Konkurrenz für deutsche Premium-Anbieter wie Audi, BMW und Mercedes-Benz oder für die oben genannten japanischen Edelmarken, da Hyundai den Genesis preisgünstiger (besser ausgestattet) anbot und er technisch mithalten konnte. In Tests von US-amerikanischen Fachzeitschriften schnitt die Genesis-Limousine hervorragend ab (z. B. im Test der Zeitschrift Consumer Reports mit 92 von 100 möglichen Punkten). Außerdem zeigte Hyundai auf der New York International Auto Show im März 2008 die Serienversion des Hyundai Genesis Coupé, das vor allem gegen den Infiniti G37 antrat. Darüber hinaus wurden die Fahrzeuge in USA mit einer Sieben-Jahres-Garantie angeboten. Erst 2015 wurde Genesis eigenständige Marke. Für das Design war dann Luc Donckerwolke zuständig, der schon für Audi, Bentley und Lamborghini gearbeitet hatte.
Der Südkoreaner Kim Gwang-ho, der 26 Jahre lang in Diensten von Hyundai stand, erhielt 2021 von US-Behörden die höchste Whistleblower-Prämie, die jemals in der Autoindustrie gezahlt wurde. Der Ingenieur hatte die Aufsichtsbehörden bereits 2016 darauf hingewiesen, dass der Konzern offenbar zu wenig gegen Sicherheitsmängel bei Motoren tue, die zu Unfällen führen könnten. Nach einer fünfjährigen Auseinandersetzung wurden ihm schließlich 24 Millionen Dollar zugestanden.

### Alternative Antriebe

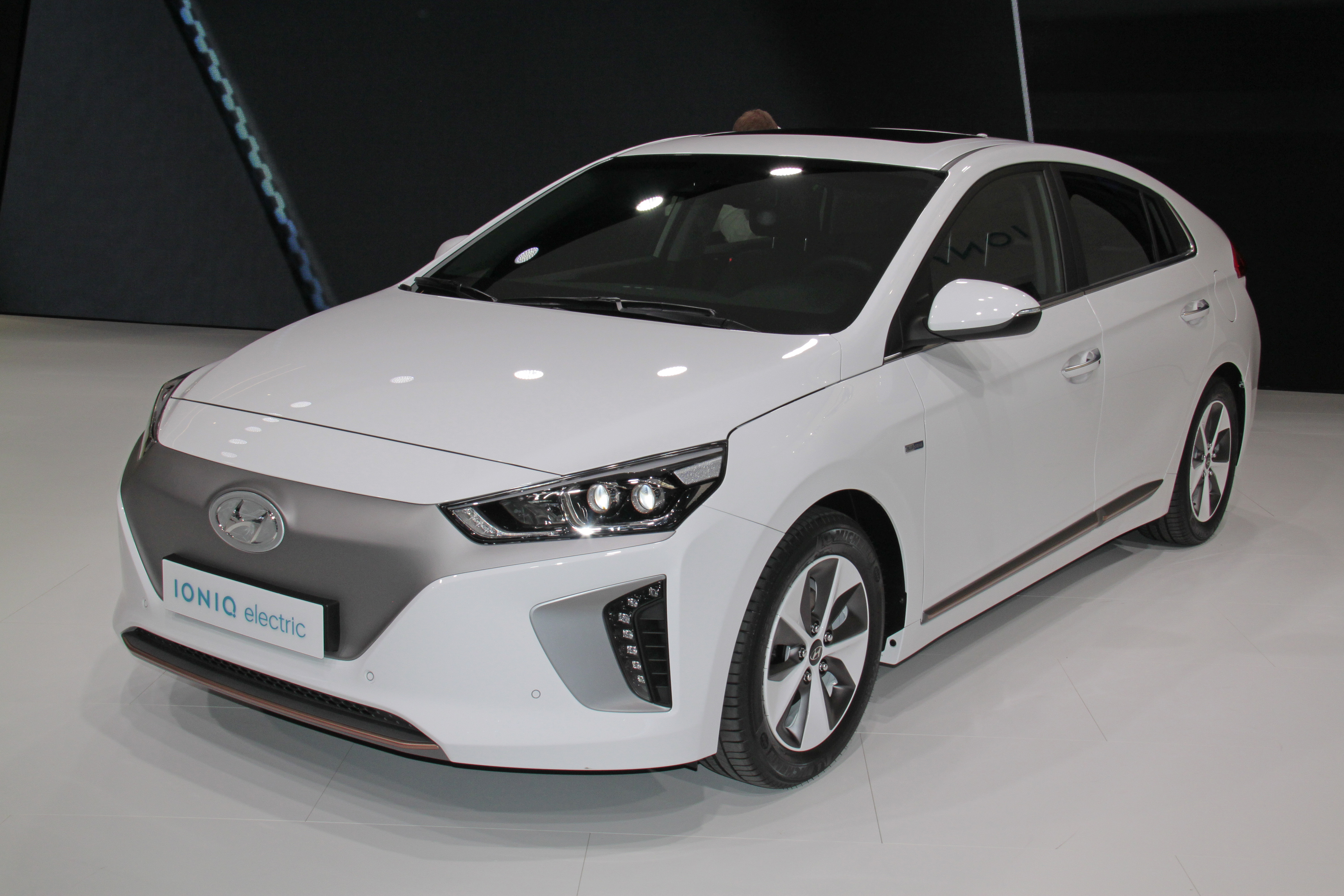
Hyundai Ioniq Electric

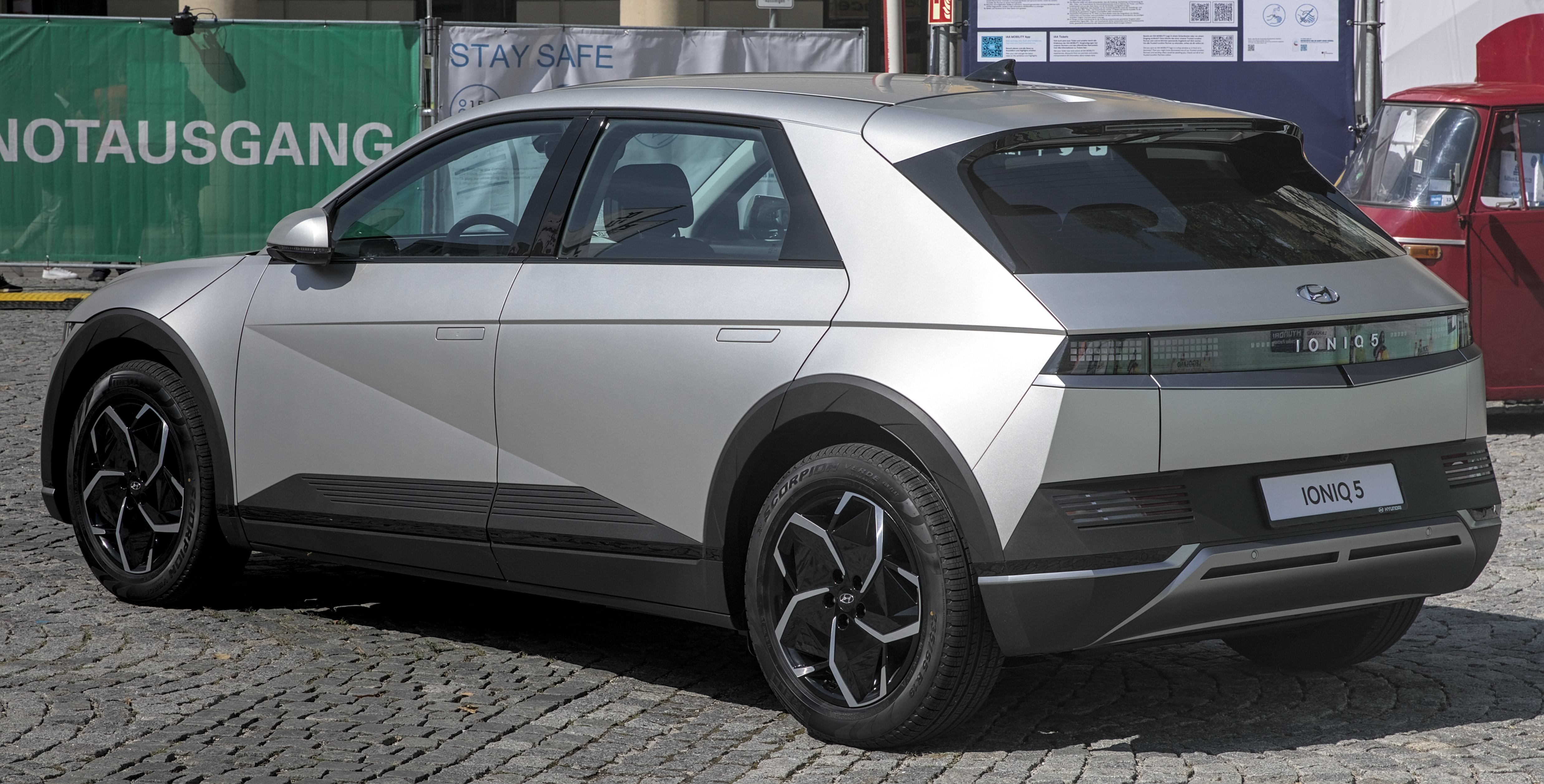
Hyundai Ioniq 5

Seit Juli 2009 verkaufte Hyundai in Korea das Halbhybrid-Modell Elantra LPI Hybrid, bei dem ein Elektroantrieb einen erdgasgetriebenen Ottomotor unterstützt.
Anfang 2016 präsentierte Hyundai den Ioniq, der als reines Elektroauto und in zwei Hybridversionen angeboten wird (Plug-In ab Mitte 2017). Die Elektroversion gilt auch durch günstige Aerodynamik als eines der effizientesten alltagstauglichen Elektroautos.
Hyundai plante, ab Ende 2019 1000 wasserstoffbetriebene Lastwagen in die Schweiz zu liefern, den größten Teil davon an Coop. Mit erheblicher Verspätung wurden im Oktober 2020 die ersten sieben Wasserstoff-LKW vom Typ Xcient Fuel Cell ausgeliefert. Die Zahl der Fahrzeuge stieg weitaus langsamer als angekündigt. Anfang 2023 wurden 47 Wasserstoff-Lkw in der Schweiz betrieben.
2019 wurde eine Elektroauto-Studie Hyundai 45 EV Concept vorgestellt, die 2021 als Ioniq 5 auf den Markt kam. Ioniq wurde eine Submarke. Auf derselben Plattform E-GMP aufbauend ist eine Sportlimousine mit niedrigem cw-Wert (Ioniq 6). Sie wird seit 2022 gebaut. 2025 kam mit dem Ioniq 9 ein über fünf Meter langes SUV auf den Markt. Für die designbezogene Kommunikation der Elektroauto-Marke Ioniq und Brennstoffzellenfahrzeuge ist Luc Donckerwolke zuständig, der 2016 das Design bei Genesis gestaltete.

## Fahrzeugabsatz
2007 zeigte Hyundai in Europa nur wenige Neuheiten und verlor Marktanteile. Durch die inzwischen höheren Preise konnten die Fahrzeuge nicht mehr nur über den Preis verkauft werden. 2008 blieben die Verkaufszahlen in etwa gleich, Anfang 2009 steigerte Hyundai aufgrund der Abwrackprämie in Deutschland die Verkäufe: Da alle kleinen Modelle der Marke nicht länger als zwei Jahre auf dem Markt waren oder gerade erst eingeführt wurden (Hyundai i20) und gerade diese Fahrzeugklassen (Kleinstwagen, Kleinwagen und Kompaktwagen) dank der Prämie einen enormen Aufschwung erlebten, konnte die Marke zulegen. So verkaufte Hyundai im Februar 2009 um über 350 Prozent i10 und 810 Prozent mehr i30 als im Vorjahresmonat.
Hyundai ist einer der am schnellsten wachsenden Autokonzerne der Welt. Zusammen mit der Tochter Kia steigerte das Unternehmen 2009 den Absatz um 14,4 Prozent auf 4,65 Millionen Fahrzeuge.

### Produktion 2009
Automobilproduktion der Hyundai Motor Company (Hyundai und Kia) 2009:
| Auto- marke | Pkw       | Leichte Lkw bis 7,5 t | Busse ab 8 Sitzplätze | gesamt    |
| ----------- | --------- | --------------------- | --------------------- | --------- |
| Hyundai     | 2.755.489 | 247.045               | 97.422                | 3.099.946 |
| Kia         | 1.467.043 | 77.934                | 843                   | 1.545.820 |
| Gesamt      | 4.222.532 | 324.979               | 98.265                | 4.645.766 |

Der Fahrzeugabsatz allein für Hyundai betrug 2009 rund 3,1 Millionen Fahrzeuge, davon waren 2,4 Millionen für den Export bestimmt, unter anderem rund 570.000 in die Volksrepublik China. In Südkorea wuchs der Absatz 2009 um rund 23 Prozent auf 701.000 Einheiten. 2010 wurde ein weltweiter Absatz von rund 5,7 Millionen Fahrzeugen erreicht, womit Hyundai weltweit der fünftgrößte Automobilhersteller war. Das Wachstum finanziert Hyundai durch seine gute Position auf dem Heimatmarkt (43 % Marktanteil 2013). 2015 stellte Hyundai fast 7,9 Millionen Fahrzeuge her. 2019 waren es 7,2 Millionen Automobile, was weltweit den vierten Platz bedeutet.

### Hyundai Motor Deutschland GmbH (HMD)
Die Hyundai Motor Deutschland GmbH (HMD) wurde 1991 in Neckarsulm gegründet, beschäftigt 130 Mitarbeiter und erzielte 2009 einen Umsatz von 767 Millionen Euro. Im Oktober 2013 wurde der Sitz nach Offenbach am Main verlegt, wo sich bereits die Europa-Zentrale der Hyundai Motor Europe GmbH befand. Präsident der HMD ist seit 1. Januar 2012 Bae Jung-kook. Die Hyundai Motor Deutschland war bis Ende 2011 eine Tochtergesellschaft der Emil Frey Gruppe, die in Deutschland an 68 Standorten rund 3021 Mitarbeiter beschäftigte und den Import der Fahrzeuge übernahm. 2010 waren 545 Autohäuser in Deutschland Vertragspartner der Marke Hyundai. 489.141 Hyundai-Fahrzeuge gehörten zum 1. Januar 2010 zum Fahrzeugbestand in Deutschland.

### Neuzulassungen in Deutschland, Österreich und der Schweiz
| Jahr | Deutschland nur PKW | Markt- anteil |
| ---- | ------------------- | ------------- |
| 1995 | 023.704             | 0,72 %        |
| 1996 | 031.943             | 0,91 %        |
| 1997 | 016.622             | 0,47 %        |
| 1998 | 021.185             | 0,57 %        |
| 1999 | 019.610             | 0,52 %        |
| 2000 | 021.666             | 0,64 %        |
| 2001 | 019.894             | 0,60 %        |
| 2002 | 027.897             | 0,86 %        |
| 2003 | 034.476             | 1,07 %        |
| 2004 | 045.667             | 1,40 %        |
| 2005 | 051.704             | 1,55 %        |
| 2006 | 052.405             | 1,51 %        |
| 2007 | 047.523             | 1,51 %        |
| 2008 | 051.677             | 1,67 %        |
| 2009 | 091.330             | 2,40 %        |
| 2010 | 074.287             | 2,55 %        |
| 2011 | 086.866             | 2,70 %        |
| 2012 | 100.875             | 3,30 %        |
| 2013 | 101.522             | 3,44 %        |
| 2014 | 099.820             | 3,29 %        |
| 2015 | 108.434             | 3,38 %        |
| 2016 | 107.228             | 3,20 %        |

| Jahr | Österreich       |
| ---- | ---------------- |
| 2003 | 06.083           |
| 2004 | 07.657           |
| 2005 | 09.222           |
| 2006 | 08.135           |
| 2007 | 08.087           |
| 2008 | 06.864           |
| 2009 | 12.148           |
| 2010 | 15.745           |
| 2011 | 18.120           |
| 2012 | 19.284 (Platz 5) |

| Jahr | Schweiz            |
| ---- | ------------------ |
| 1999 | 05.536             |
| 2000 | 07.139             |
| 2001 | 07.339             |
| 2002 | 08.614             |
| 2003 | 07.699             |
| 2004 | 07.050             |
| 2005 | 06.917             |
| 2006 | 06.179             |
| 2007 | 04.681             |
| 2008 | 05.795             |
| 2009 | 05.761             |
| 2010 | 06.249             |
| 2011 | 05.555 (Jan.–Juli) |

## Modelle

### Personenwagen

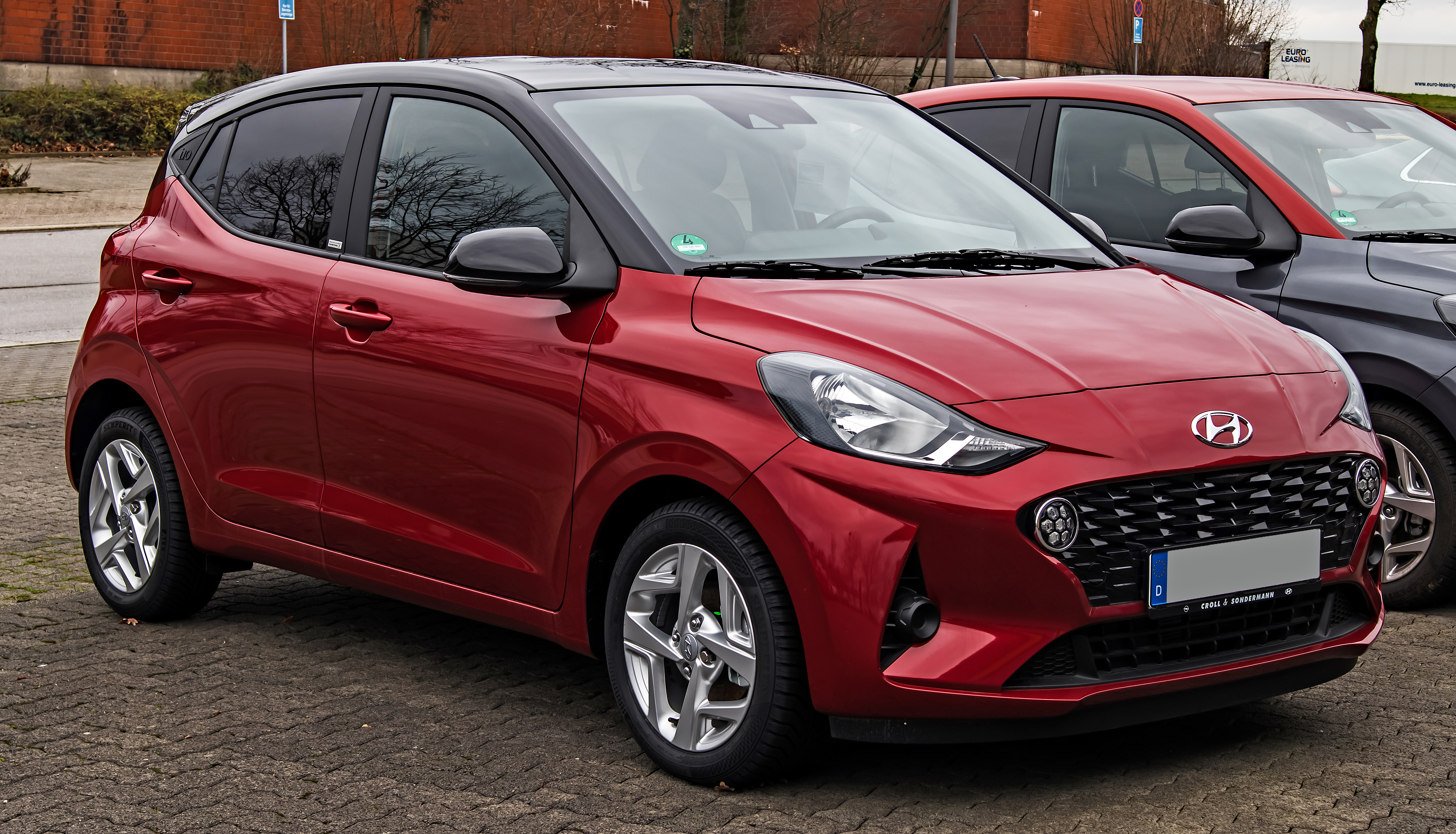
Hyundai i10 (2021)
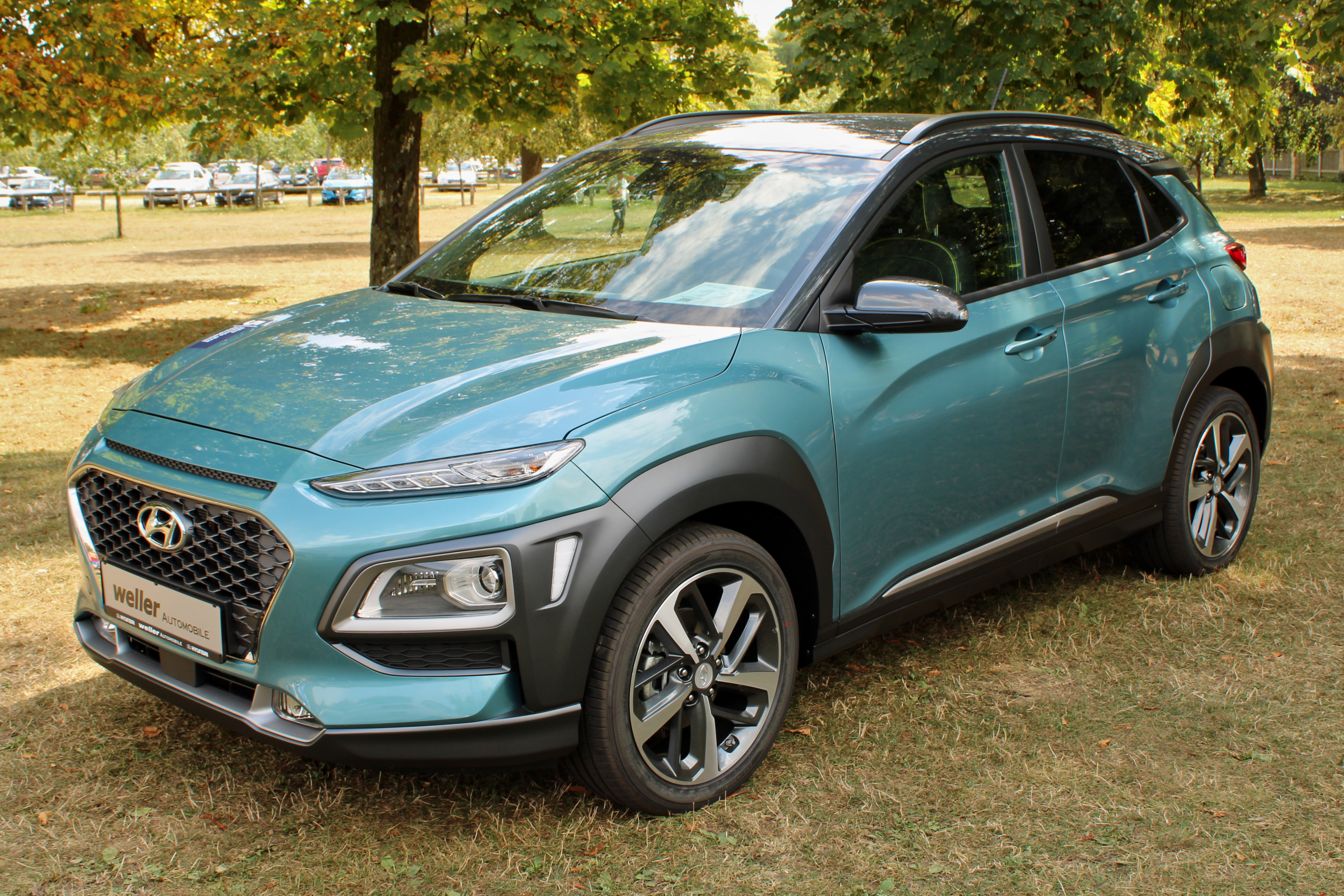
Hyundai Kona (2018)
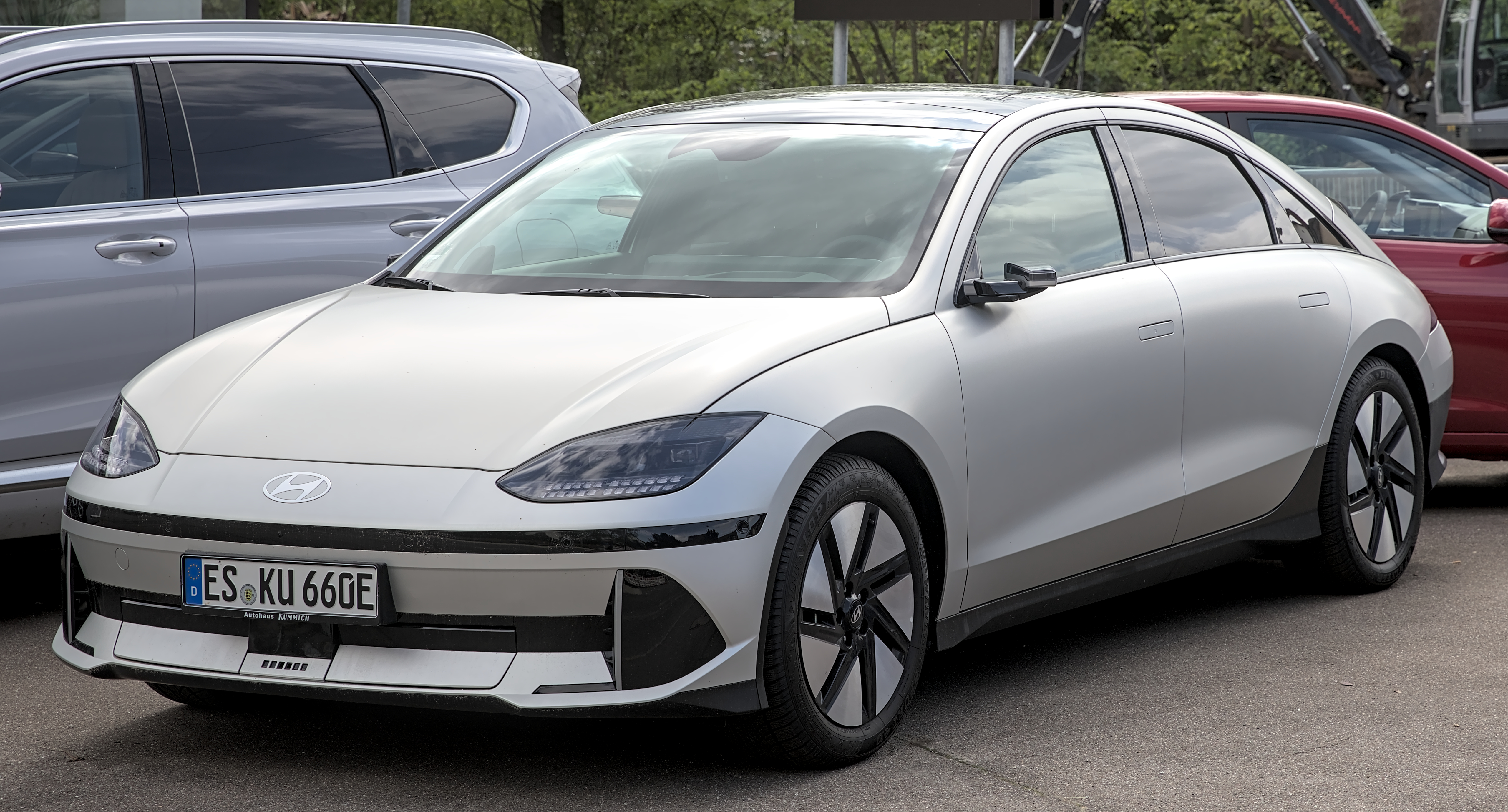
Hyundai Ioniq 6 (2023)

### Nutzfahrzeuge
| Bauzeit   | Baureihe                 | Anmerkung | Bild |
| --------- | ------------------------ | --- | ---- |
|           |                          | |      |
| seit 1977 | Hyundai Porter           | |      |
| 1986–2004 | Hyundai Grace            | Lizenzbau des Mitsubishi L300, der in Europa als Hyundai H-100 angeboten wurde. |      |
| 1997–2020 | Hyundai H-1              | Die erste Generation war ein Lizenzbau des Mitsubishi Space Gear und wurde in Deutschland im Herbst 1997 eingeführt. Die zweite Generation war ab Anfang 2008 erhältlich. |      |
| 2000–2007 | Hyundai Libero           | Die LKW-Variante des ersten H-1, die als Light Truck in diversen Aufbauarten unter anderem als 4WD angeboten wird |      |
| 2006–2013 | Hyundai Trago            | LKW |      |
| seit 2013 | Hyundai Xcient           | Nachfolger des Trago. |      |
| seit 2014 | Hyundai H350             | Der H350 wurde als leichtes Nutzfahrzeug für den europäischen Markt entwickelt. Drei Karosserievarianten werden angeboten: Kastenwagen, Fahrgestell und Bus. Der H350 bietet eine Kabinen- und Fracht-Ladekapazität von bis zu 1,4 Tonnen Nutzlast und 2,5 Tonnen Anhängelast.                                                                                  |      |
| seit 2020 | Hyundai Xcient Fuel Cell | Der Xcient Fuel Cell ist der weltweit erste in Serie gebaute elektrische Schwerlast-Lkw mit Wasserstoff-Brennstoffzellen. Er verfügt über ein 190 kW (258 PS) starkes E-Antriebssystem mit zwei 95-kW-Brennstoffzellen-Einheiten. Der Brennstoffzellen-LKW wurde nach den Bedürfnissen Schweizer Firmen für den Konsumgütertransport in der Schweiz entwickelt. |      |
| seit 2021 | Hyundai Staria           | Das Nachfolgemodell des H-1 wird seit 2021 gebaut. |      |

## Studien
Eins der ersten Konzeptfahrzeuge der Hyundai Motor Company war 1974 das Hyundai Pony Coupé von Italdesign.

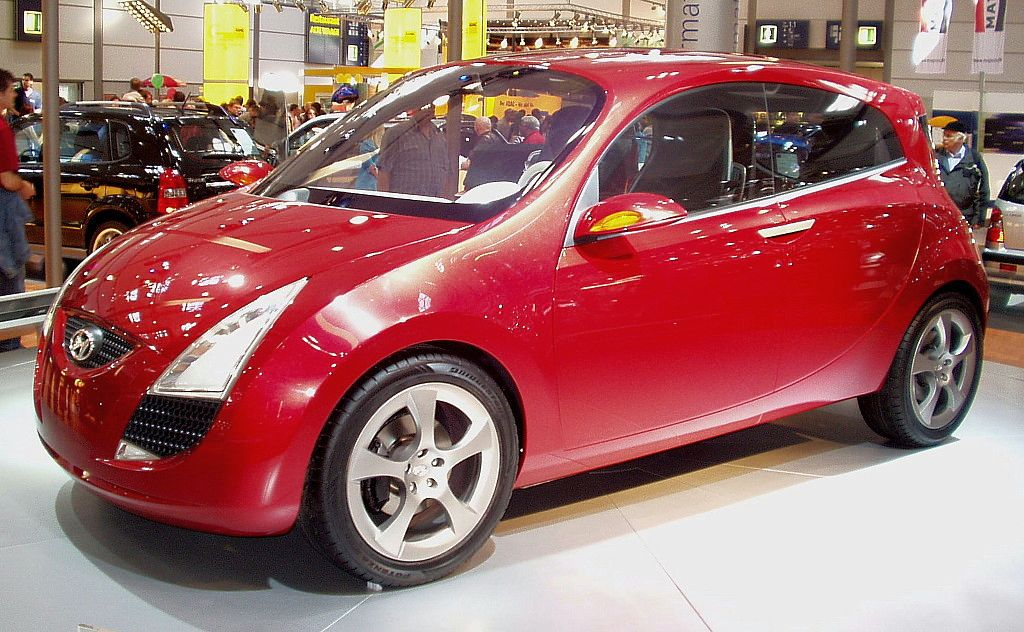
HED-1 (Genfer Auto-Salon 2005)
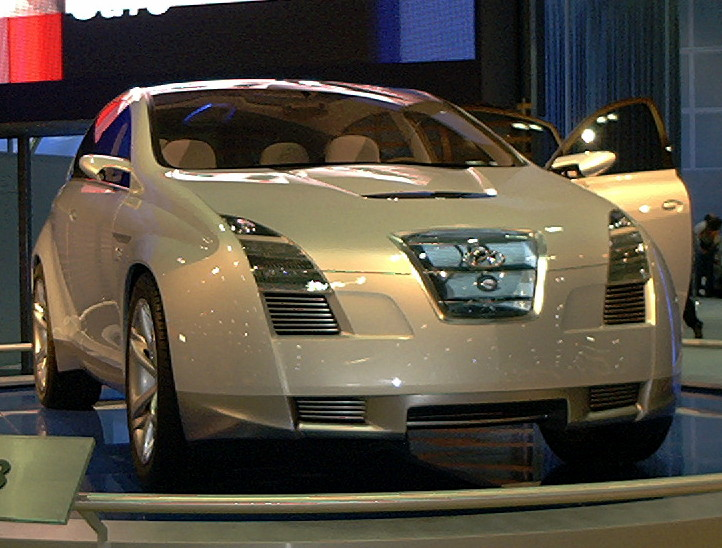
NEOS-III (Tokyo Motor Show 2005)
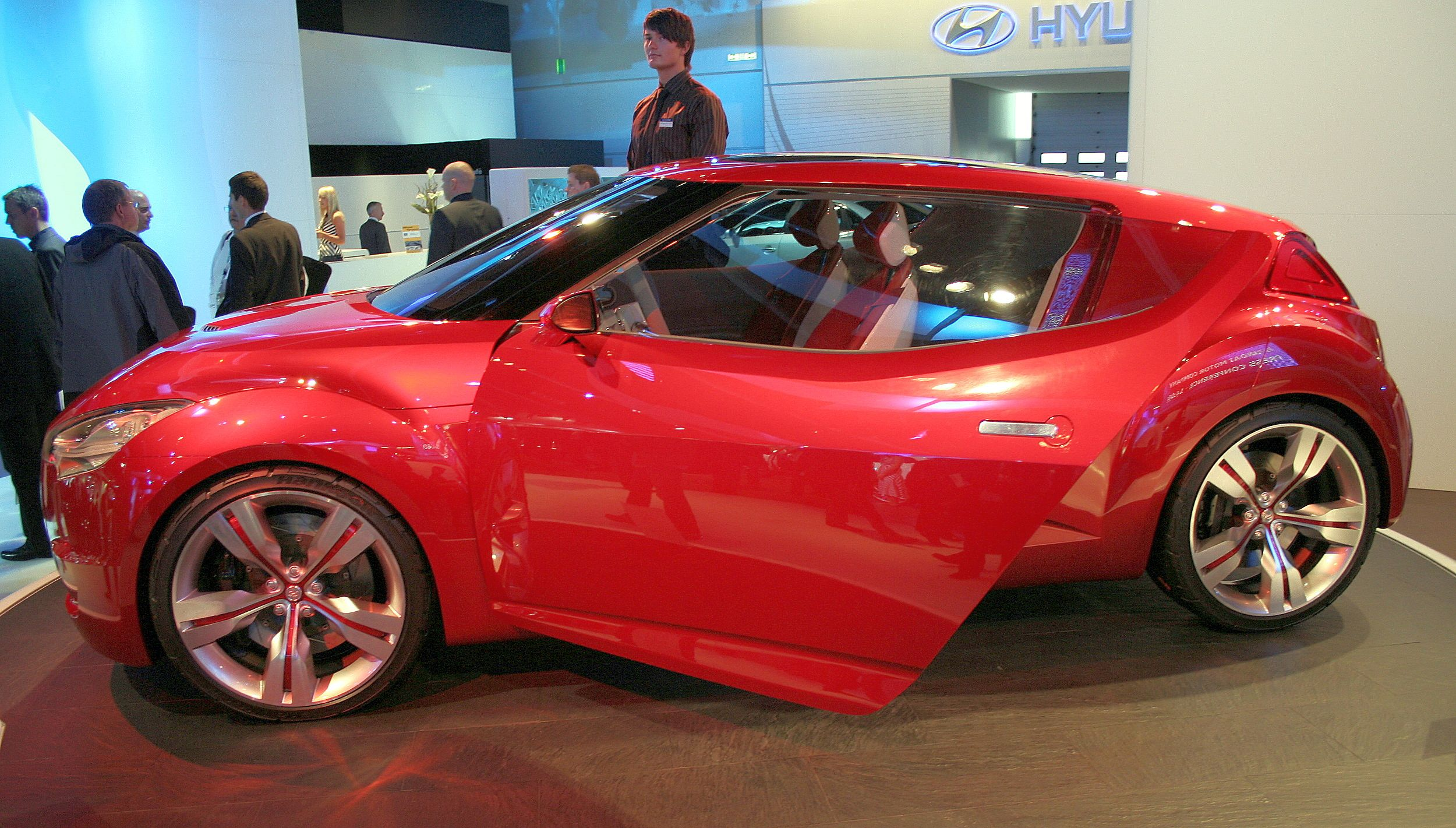
HND-3 Veloster (IAA 2007)
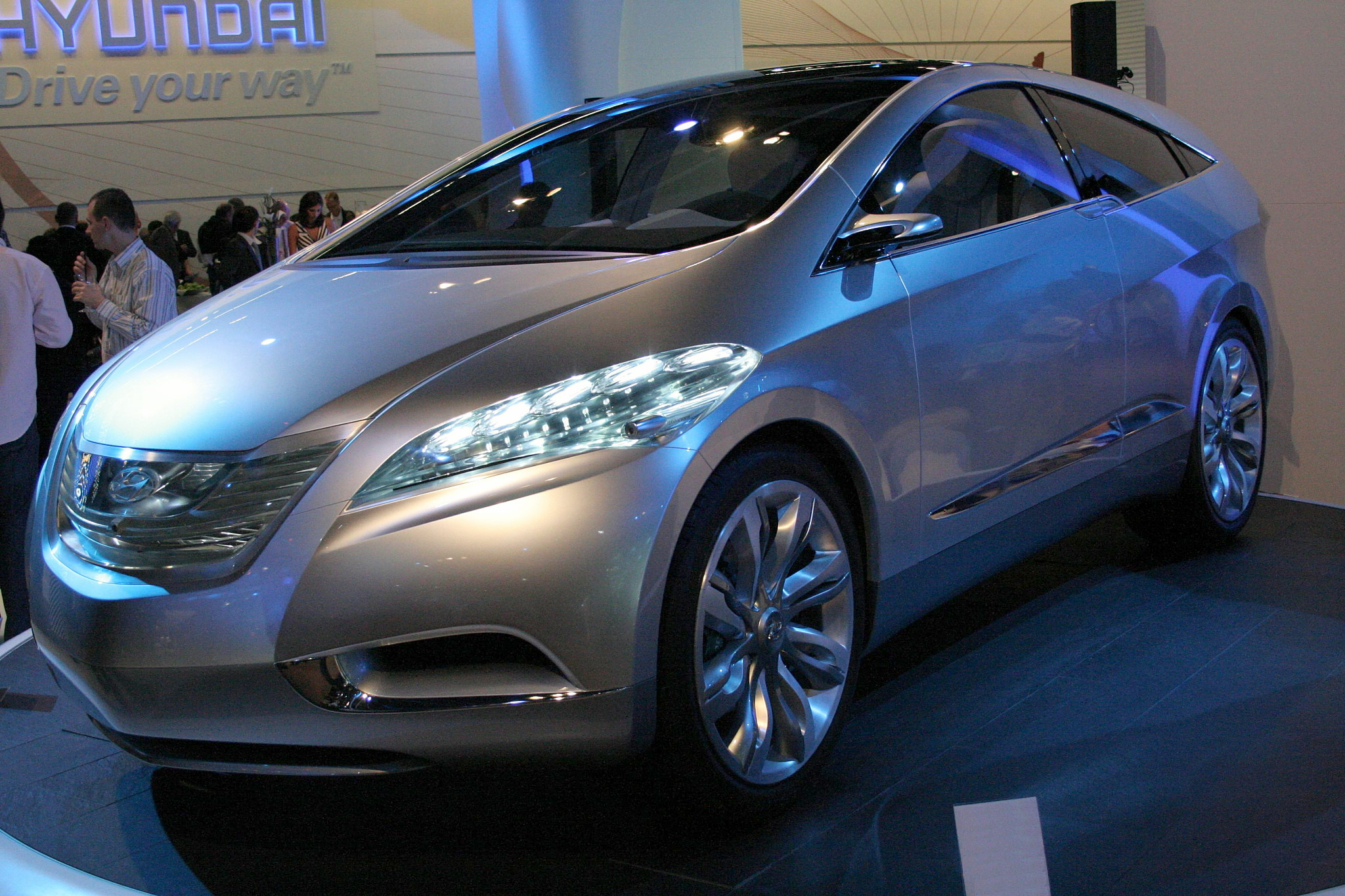
NEOS-IV i-Blue (IAA 2007)
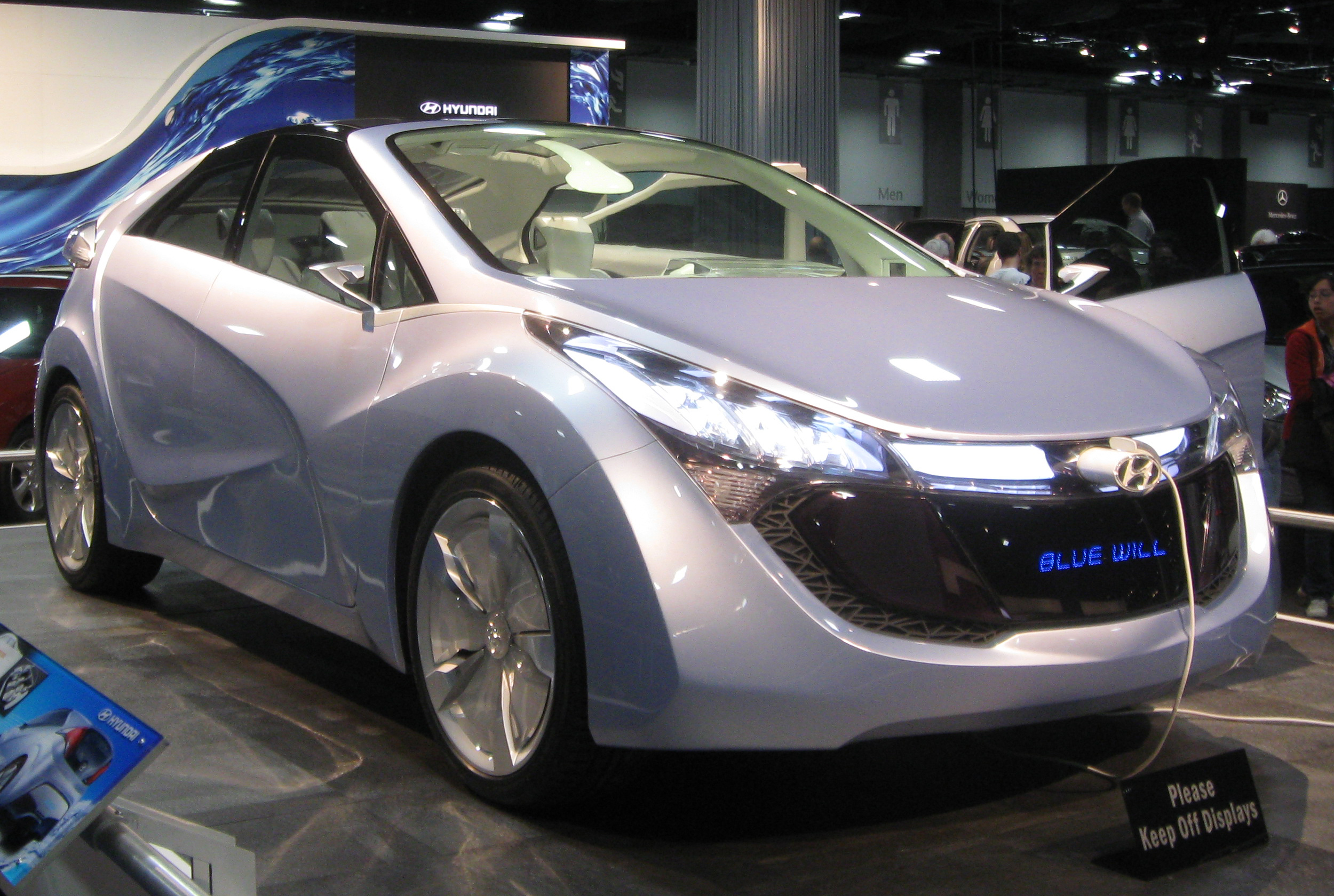
HND-4 Blue-Will (Seoul Motor Show 2009)
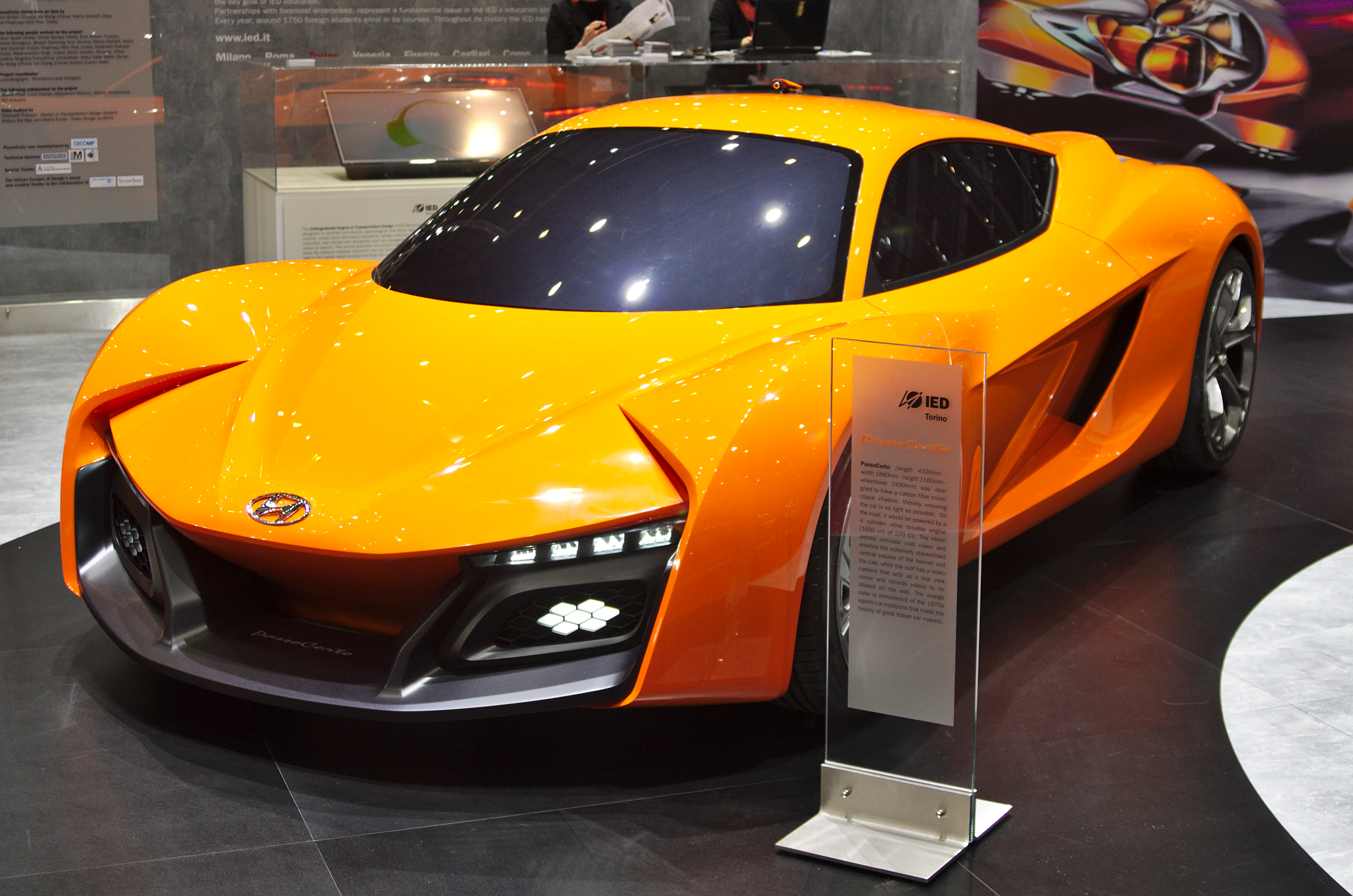
Hyundai PassoCorto Concept (Genfer Auto-Salon 2014)
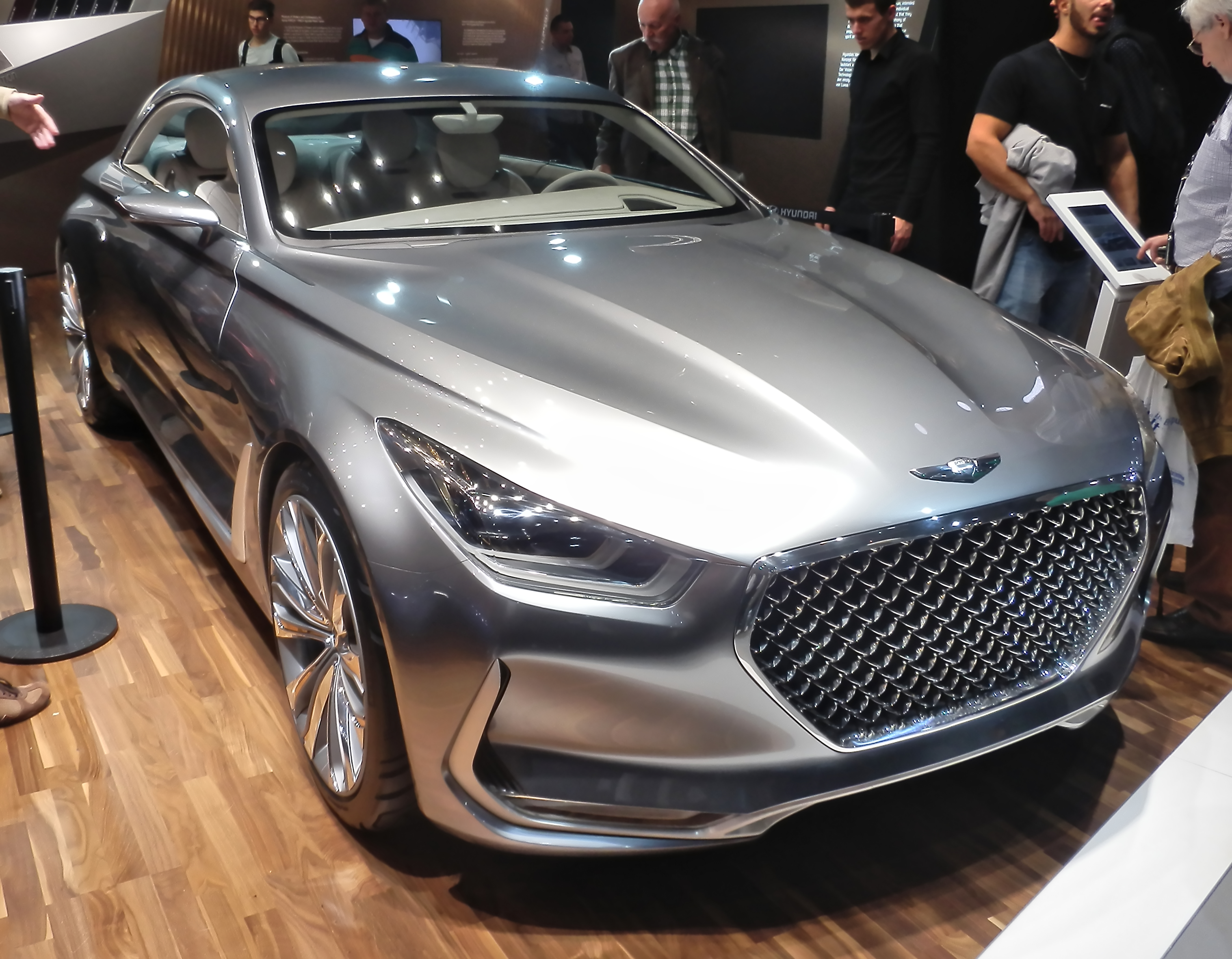
Hyundai Vision G Coupé (Pebble Beach Concours d’Elegance 2015)
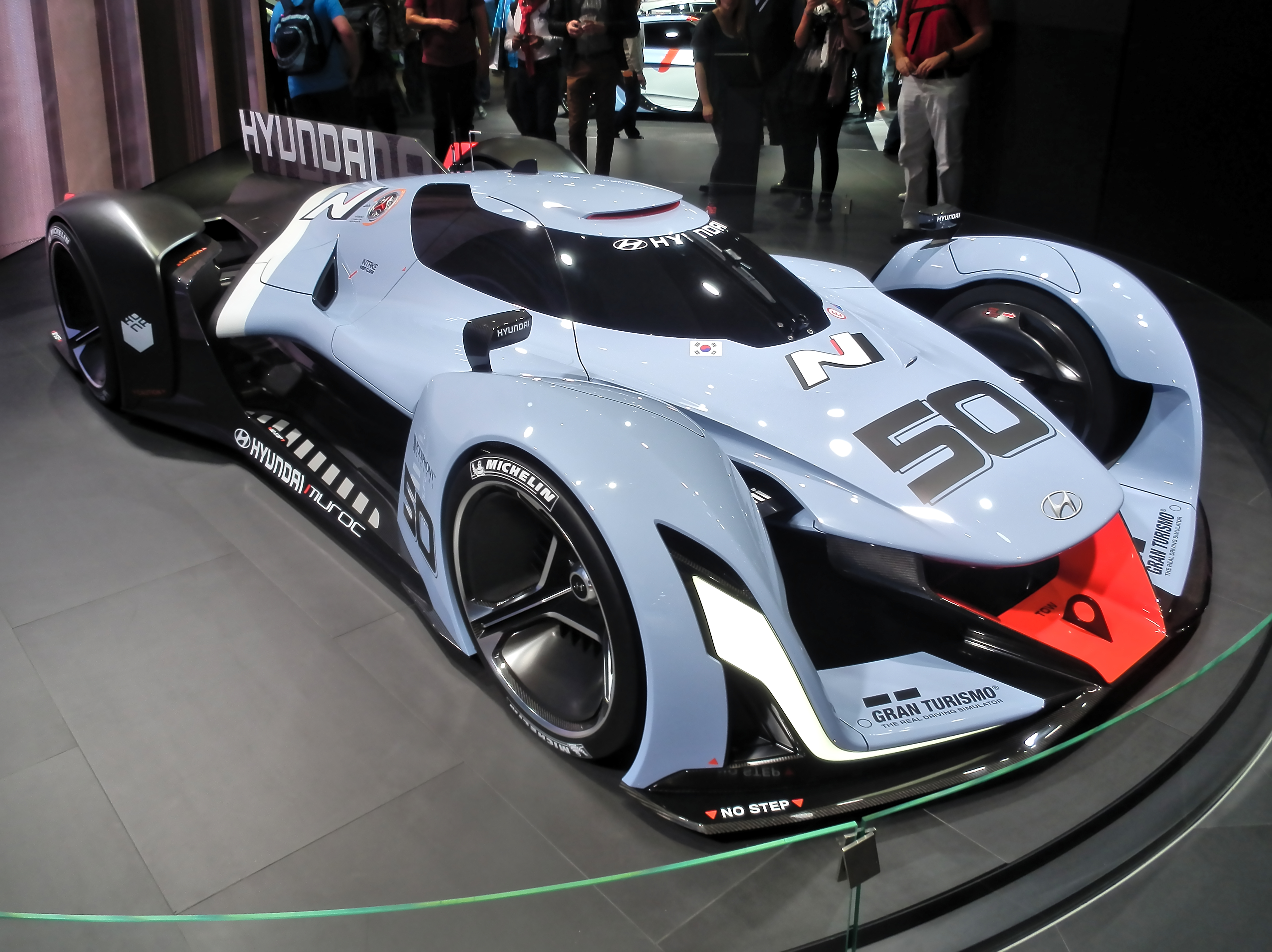
Hyundai N 2025 Vision (IAA 2015)
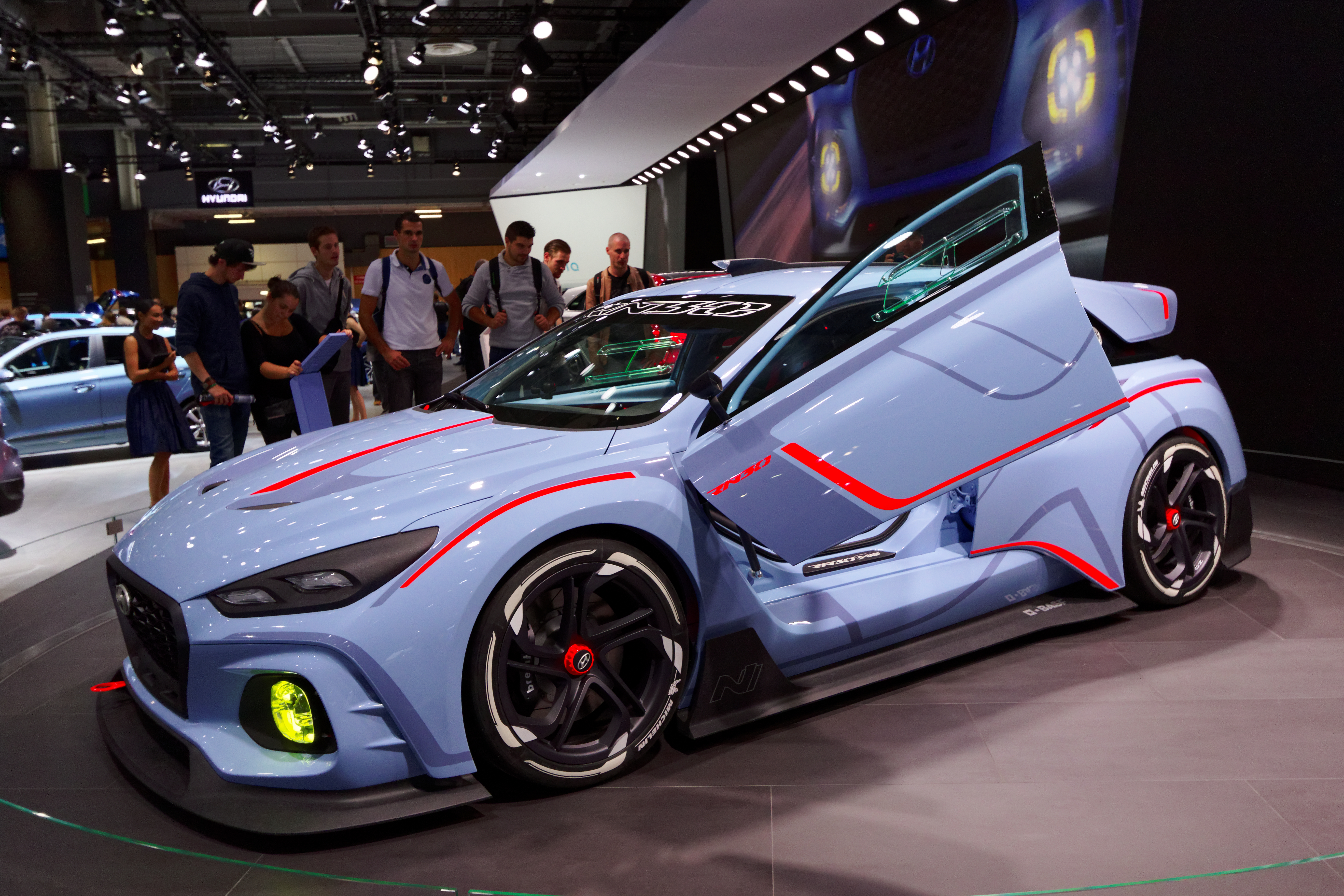
Hyundai RN30 Concept (Pariser Autosalon 2016)
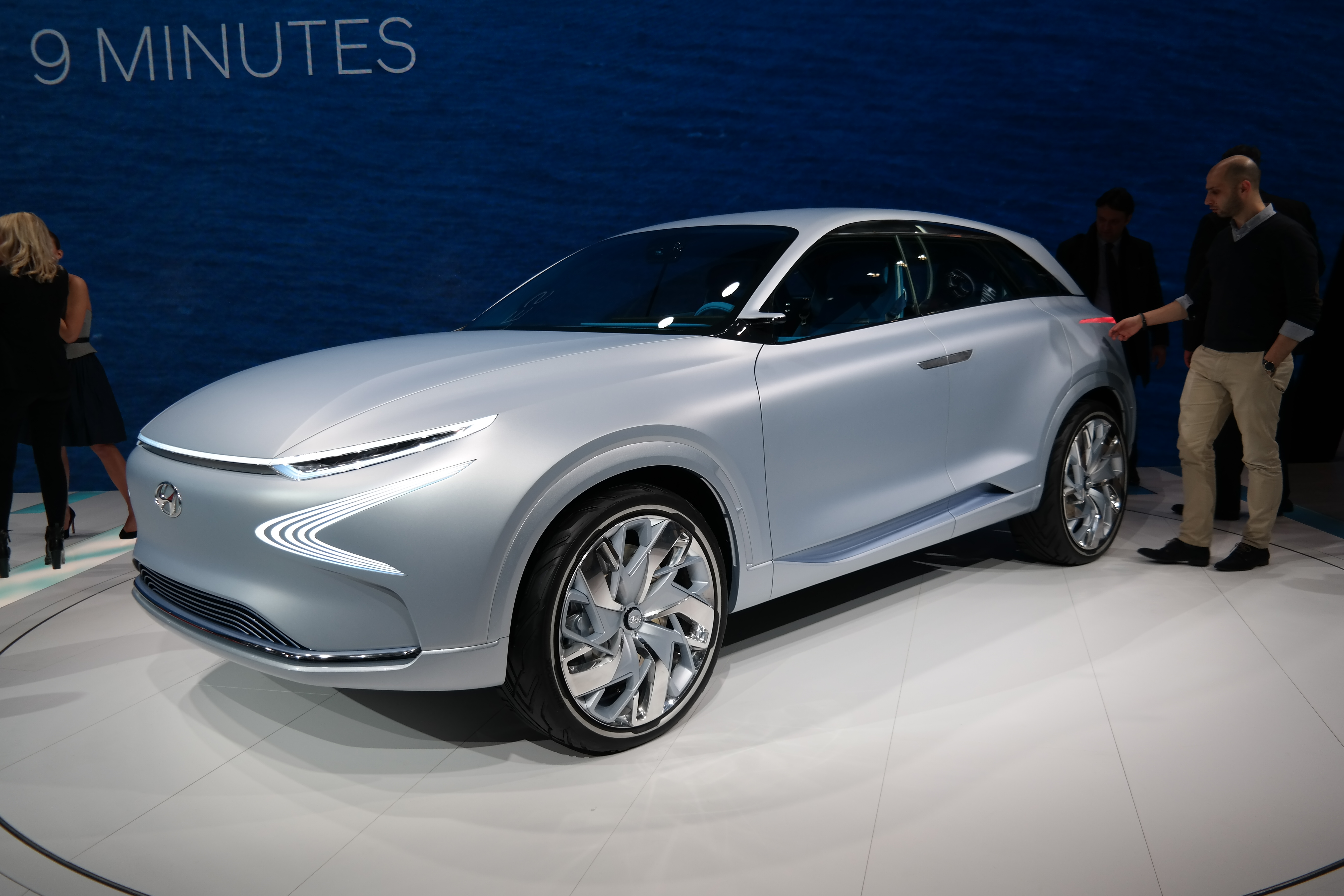
Hyundai FE Fuel Cell Concept (Genfer Auto-Salon 2017)
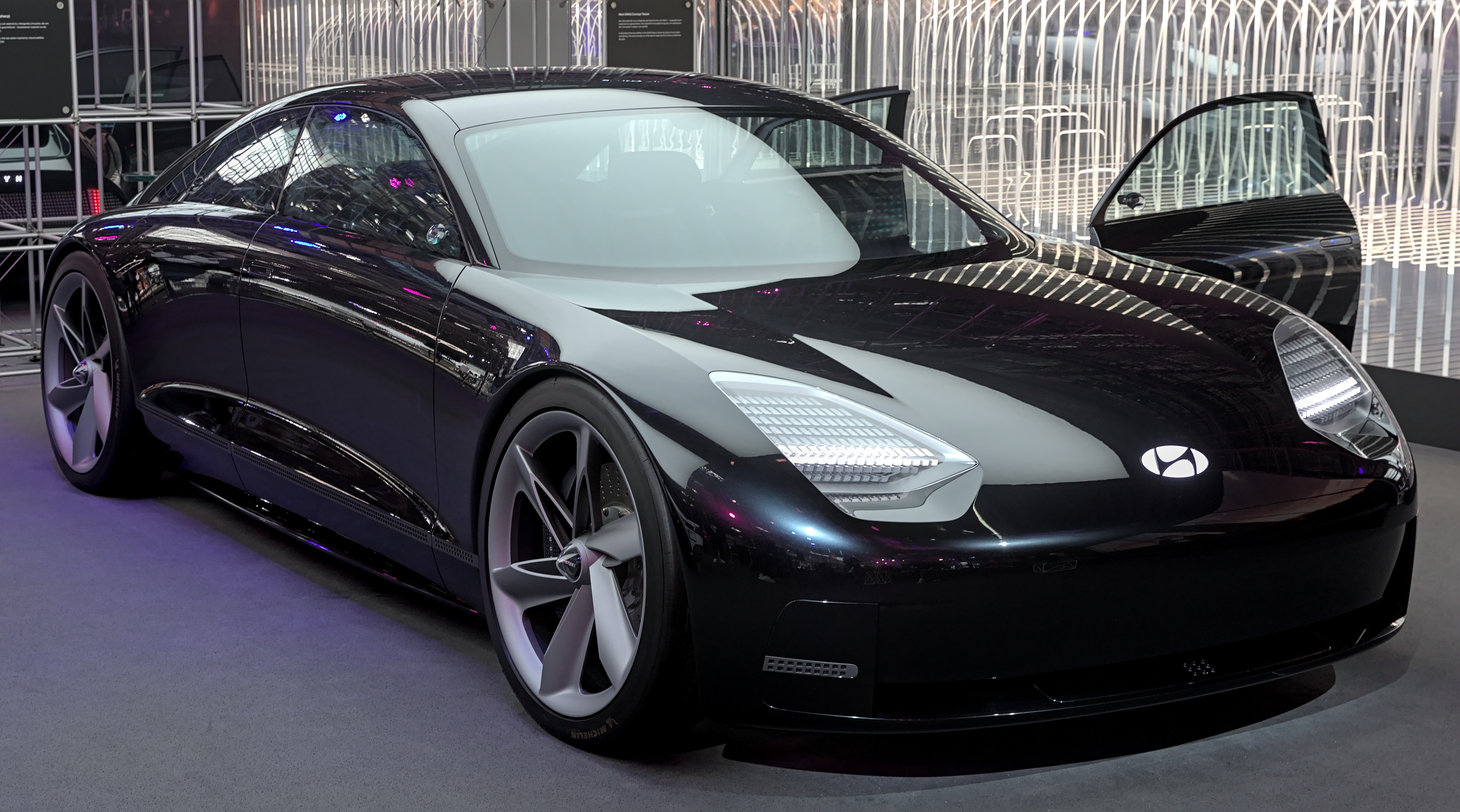
Hyundai Prophecy Concept (2020)
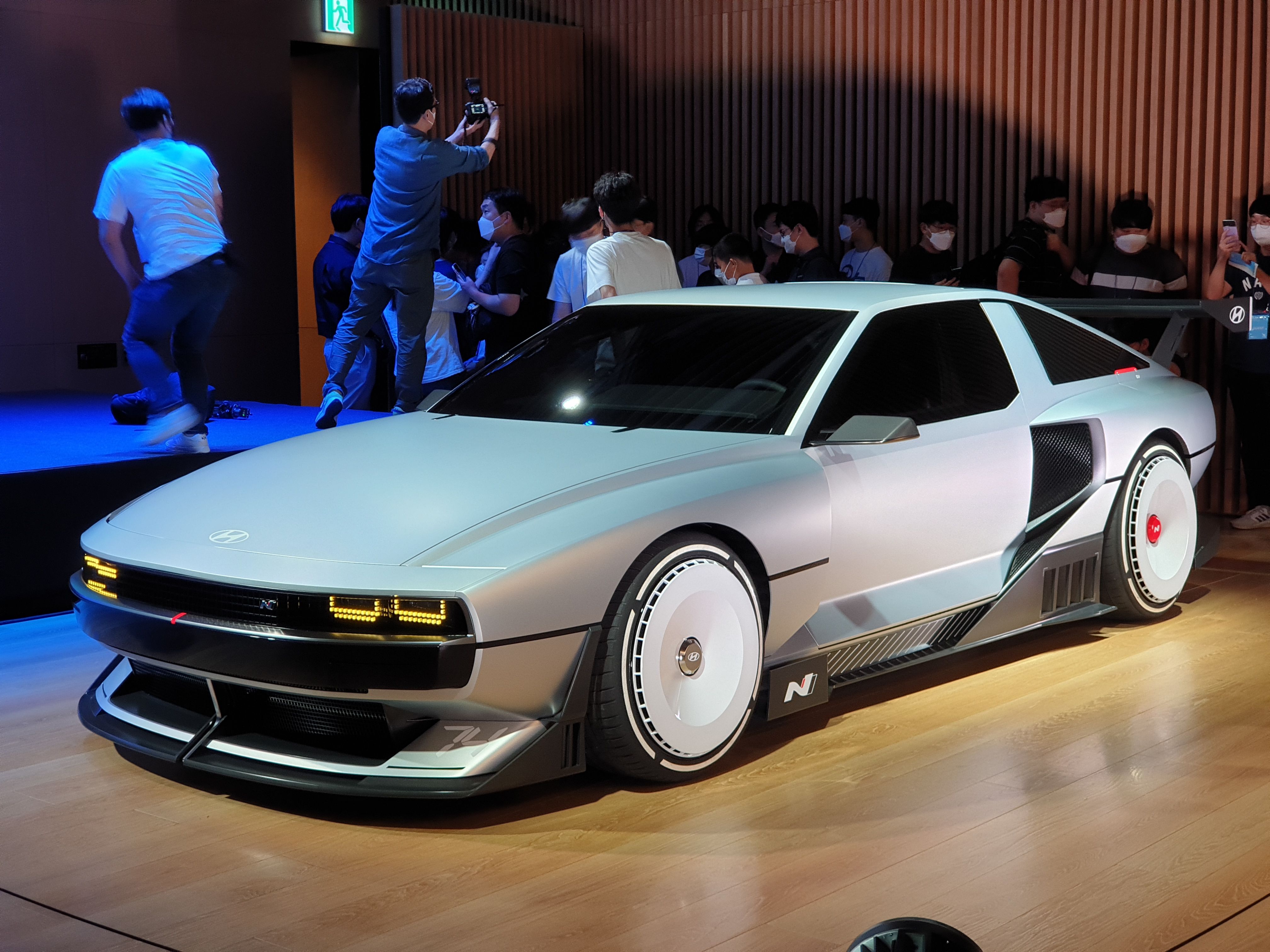
Hyundai N Vision 74 Concept (2022)

## Sponsorentätigkeit

### Fußball
Hyundai ist seit 1999 einer der Sponsoren der FIFA. Der aktuelle Vertrag läuft bis 2022.[veraltet] Von 2000 bis 2018 war das Unternehmen einer der Sponsoren der UEFA.
In Deutschland war Hyundai von 2007 bis 2012 Hauptsponsor des FSV Frankfurt.

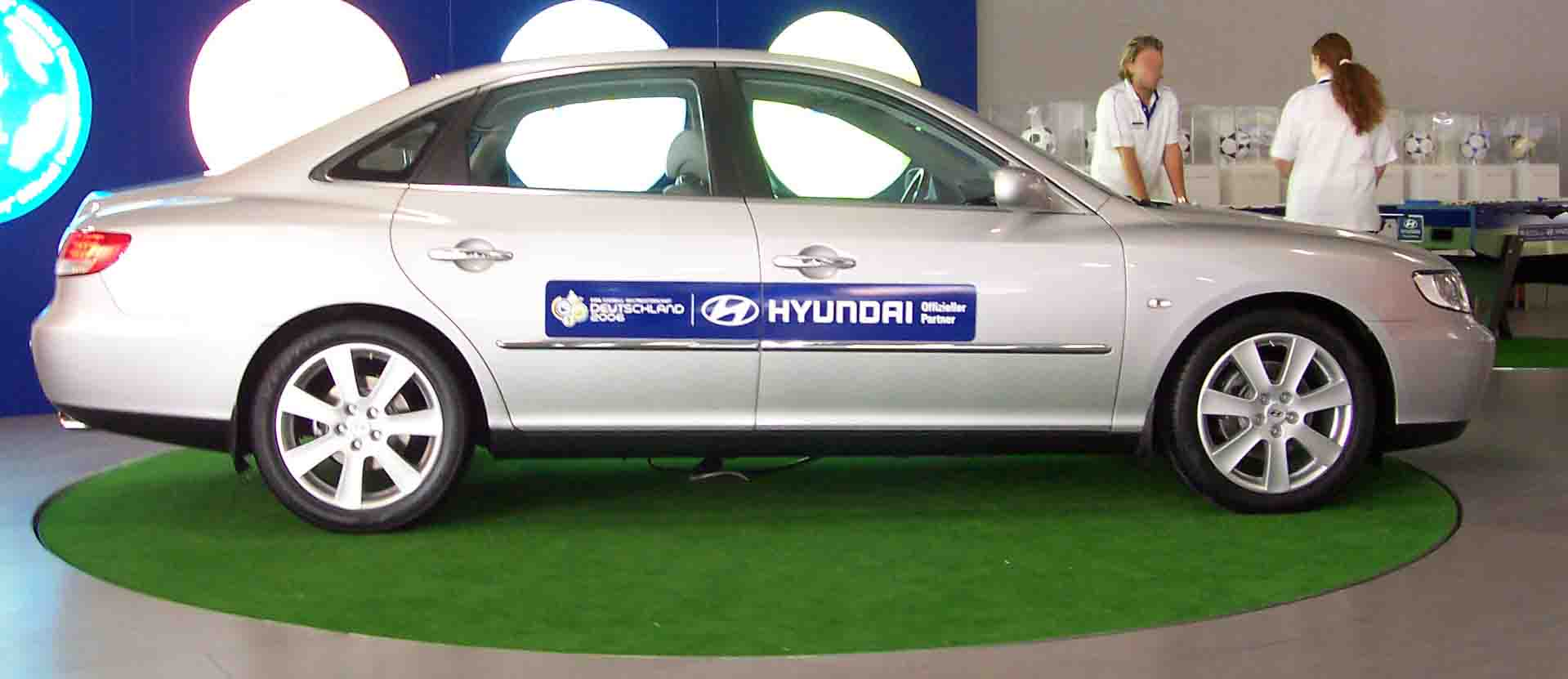
Hyundai Grandeur auf der IAA 2005
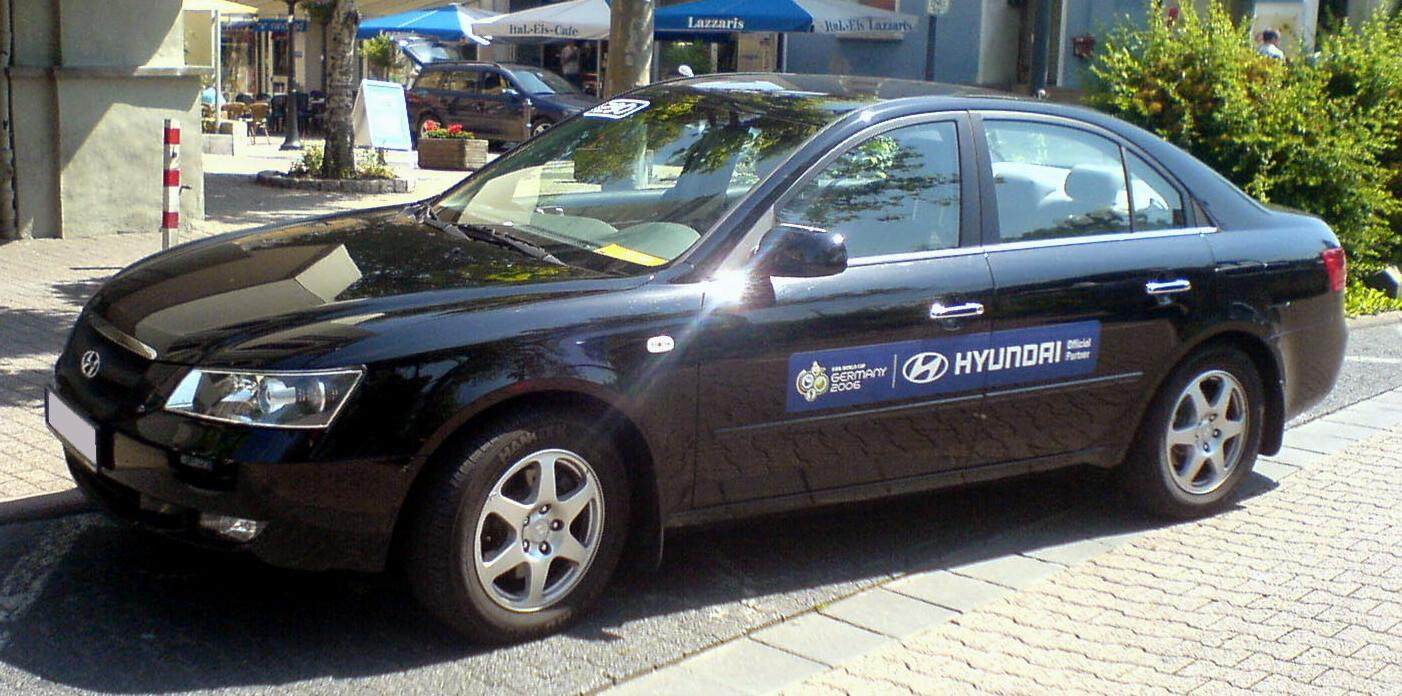
Hyundai Sonata in schwarz als „FIFA Carrier“
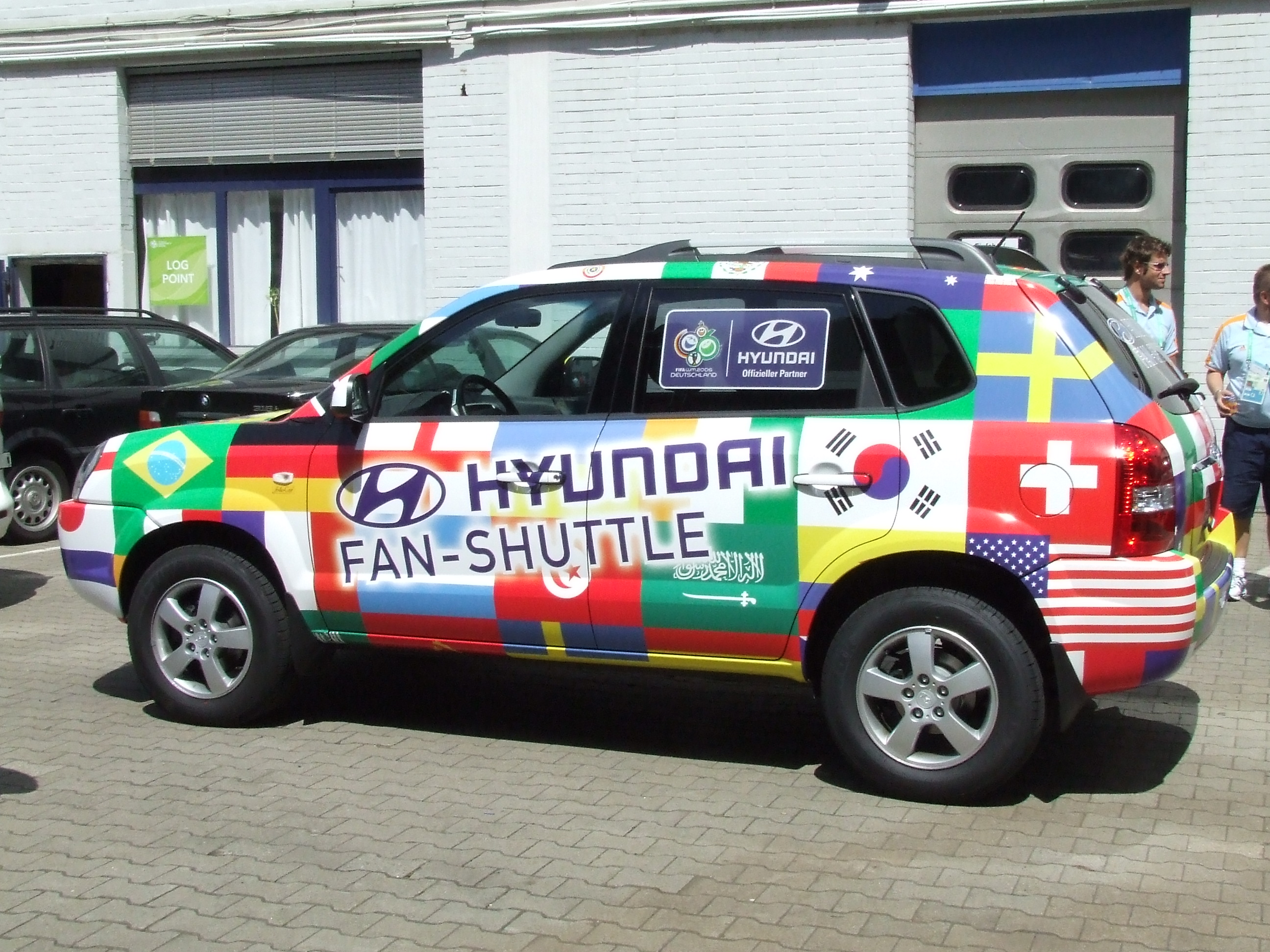
Hyundai Tucson – Fan Shuttle …
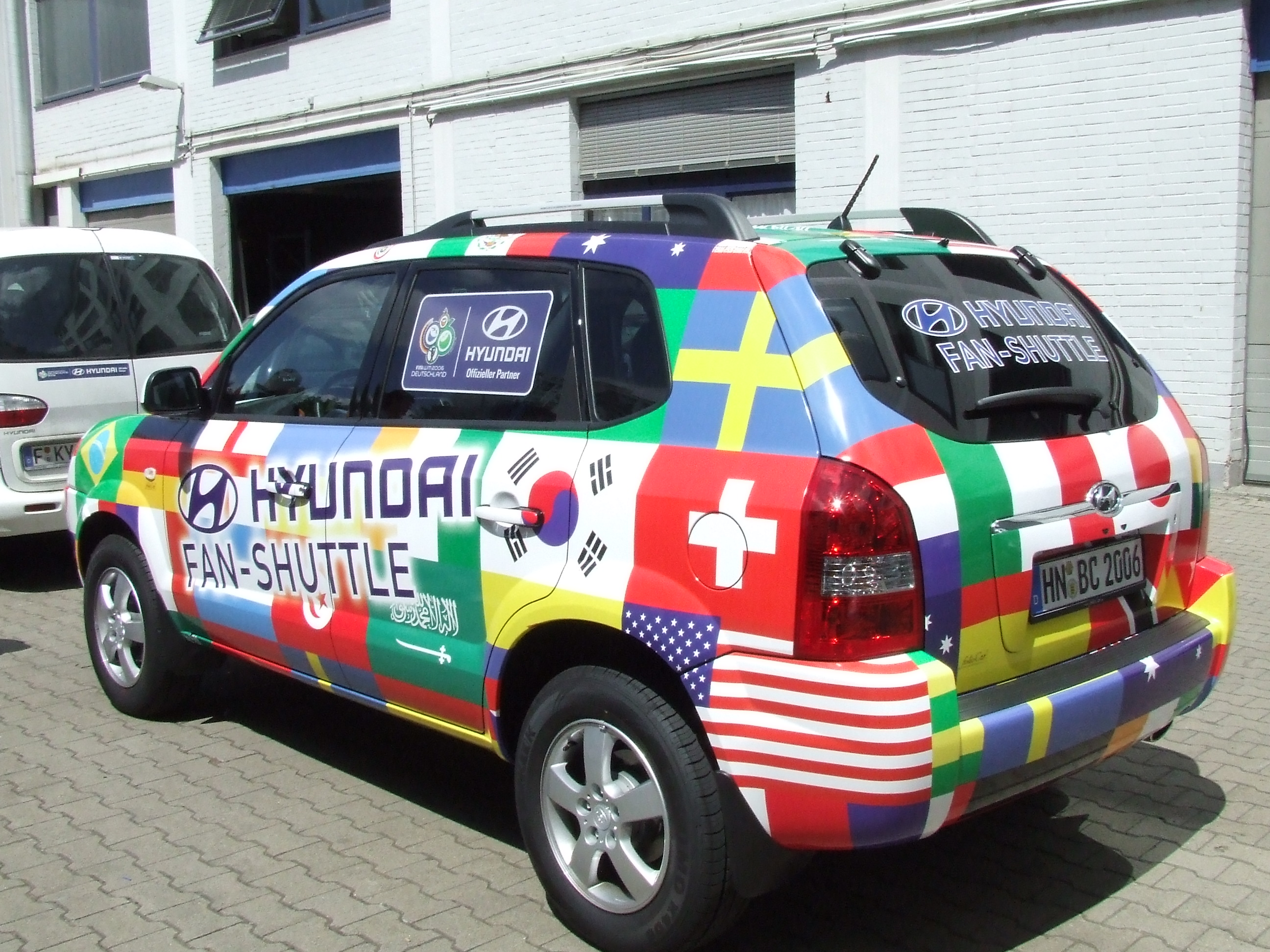
… mit allen teilnehmenden Länderfahnen

### Hockey
Von Januar 2005 bis Dezember 2012 war Hyundai Hauptsponsor des Deutschen Hockey-Bundes.